# Campionato mondiale di Formula 1 1983
Il campionato mondiale di Formula 1 1983 organizzato dalla FIA è stato, nella storia della categoria, il 34° ad assegnare il campionato piloti e il 26° ad assegnare il campionato costruttori. È iniziato il 13 marzo e terminato il 15 ottobre, dopo 15 gare, una in meno della stagione precedente. Il titolo dei piloti è andato per la seconda volta a Nelson Piquet e il titolo costruttori per l'ottava volta alla Ferrari.

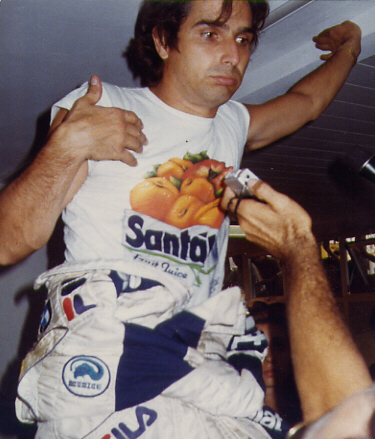
Nelson Piquet si aggiudicò, per la seconda volta, il titolo iridato. Il brasiliano fu il primo pilota a riuscire nell'impresa alla guida di una vettura turbo.

Nella stagione venne disputato l'ultimo Gran Premio della storia non valido per il mondiale: la Race of Champions.

## La pre-stagione

### Il calendario
Il 4 novembre 1982 venne presentato il progetto di calendario per la stagione 1983. Il Gran Premio del Brasile diveniva la prima gara stagionale, dopo che si era deciso di posticipare al 29 ottobre il Gran Premio del Sudafrica. Il Gran Premio di Francia veniva spostato ad aprile, dalla sua tradizionale data estiva, mentre il Gran Premio di Monaco veniva anteposto a quello del Gran Premio del Belgio. Il Gran Premio di Svizzera scambiava il posizionamento con la gara in Olanda, che veniva inserita a fine agosto, dopo le gare di Gran Bretagna, Germania e Austria. Era prevista una gara a New York, a settembre, prima di una a Las Vegas.
Successivamente vennero cancellati il GP di Svizzera, ma con la possibilità che nella stessa data, e sempre a Digione, si potesse tenere un Gran Premio d'Europa, il GP di New York, e quello di Las Vegas. Solo a fine giugno venne inserito in calendario il Gran Premio d'Europa, da tenersi però sul Circuito di Brands Hatch, il 25 settembre; venne anche anticipata al 15 ottobre, vista l'assenza della gara di Las Vegas del 9 ottobre, la gara del Sudafrica, prevista inizialmente per il 29.
| Gara | Nome ufficiale del gran premio               | Circuito                      | Sede                      | Data         | Ora    | Ora   | Ora   | Diretta TV              |
| Gara | Nome ufficiale del gran premio               | Circuito                      | Sede                      | Data         | Locale | UTC   | ITA   | Diretta TV              |
| ---- | -------------------------------------------- | ----------------------------- | ------------------------- | ------------ | ------ | ----- | ----- | ----------------------- |
| 1    | Grande Prêmio do Brasil                      | Circuito di Jacarepaguá       | Rio de Janeiro            | 13 marzo     | 13:30  | 16:30 | 17:30 | Rete 2 / Telemontecarlo |
| 2    | Toyota United States Grand Prix West         | Circuito di Long Beach        | Long Beach                | 27 marzo     | 13:30  | 21:30 | 23:30 | Rete 1                  |
| 3    | Grand Prix de France                         | Circuito Paul Ricard          | Le Castellet              | 17 aprile    | 14:30  | 12:30 | 14:30 | Rete 2                  |
| 4    | Gran Premio di San Marino                    | Autodromo Dino Ferrari        | Imola                     | 1º maggio    | 14:30  | 12:30 | 14:30 | Rete 2                  |
| 5    | Grand Prix Automobile de Monaco              | Circuito di Monte Carlo       | Monaco                    | 15 maggio    | 15:30  | 13:30 | 15:30 | Rete 2                  |
| 6    | Grand Prix de Belgique                       | Circuito di Spa-Francorchamps | Francorchamps             | 22 maggio    | 14:30  | 12:30 | 14:30 | Rete 2                  |
| 7    | United States Grand Prix East                | Circuito di Detroit           | Detroit                   | 5 giugno     | 12:00  | 16:00 | 18:00 | Rete 2 / Telemontecarlo |
| 8    | Grand Prix Labatt du Canada                  | Circuit Gilles Villeneuve     | Montréal                  | 12 giugno    | 12:30  | 16:30 | 18:30 | Rete 2 / Telemontecarlo |
| 9    | Marlboro British Grand Prix                  | Circuito di Silverstone       | Silverstone               | 16 luglio    | 14:30  | 13:30 | 15:30 | Rete 2                  |
| 10   | Großer Preis von Deutschland                 | Hockenheimring                | Hockenheim                | 7 agosto     | 14:30  | 12:30 | 14:30 | Rete 2                  |
| 11   | Holiday Großer Preis von Österreich          | Österreichring                | Spielberg bei Knittelfeld | 14 agosto    | 14:30  | 12:30 | 14:30 | Rete 2                  |
| 12   | Grote Prijs van Nederland                    | Zandvoort Park                | Zandvoort                 | 28 agosto    | 14:30  | 12:30 | 14:30 | Rete 2 / Telemontecarlo |
| 13   | Gran Premio d'Italia                         | Autodromo nazionale di Monza  | Monza                     | 11 settembre | 15:30  | 13:30 | 15:30 | Rete 2 / Telemontecarlo |
| 14   | John Player Grand Prix of Europe             | Circuito di Brands Hatch      | West Kingsdown            | 25 settembre | 13:45  | 13:45 | 14:45 | Rete 2 / Telemontecarlo |
| 15   | Southern Sun Hotels South African Grand Prix | Circuito di Kyalami           | Midrand                   | 15 ottobre   | 13:30  | 11:30 | 12:30 | Rai 2/Telemontecarlo    |

### Accordi e fornitori

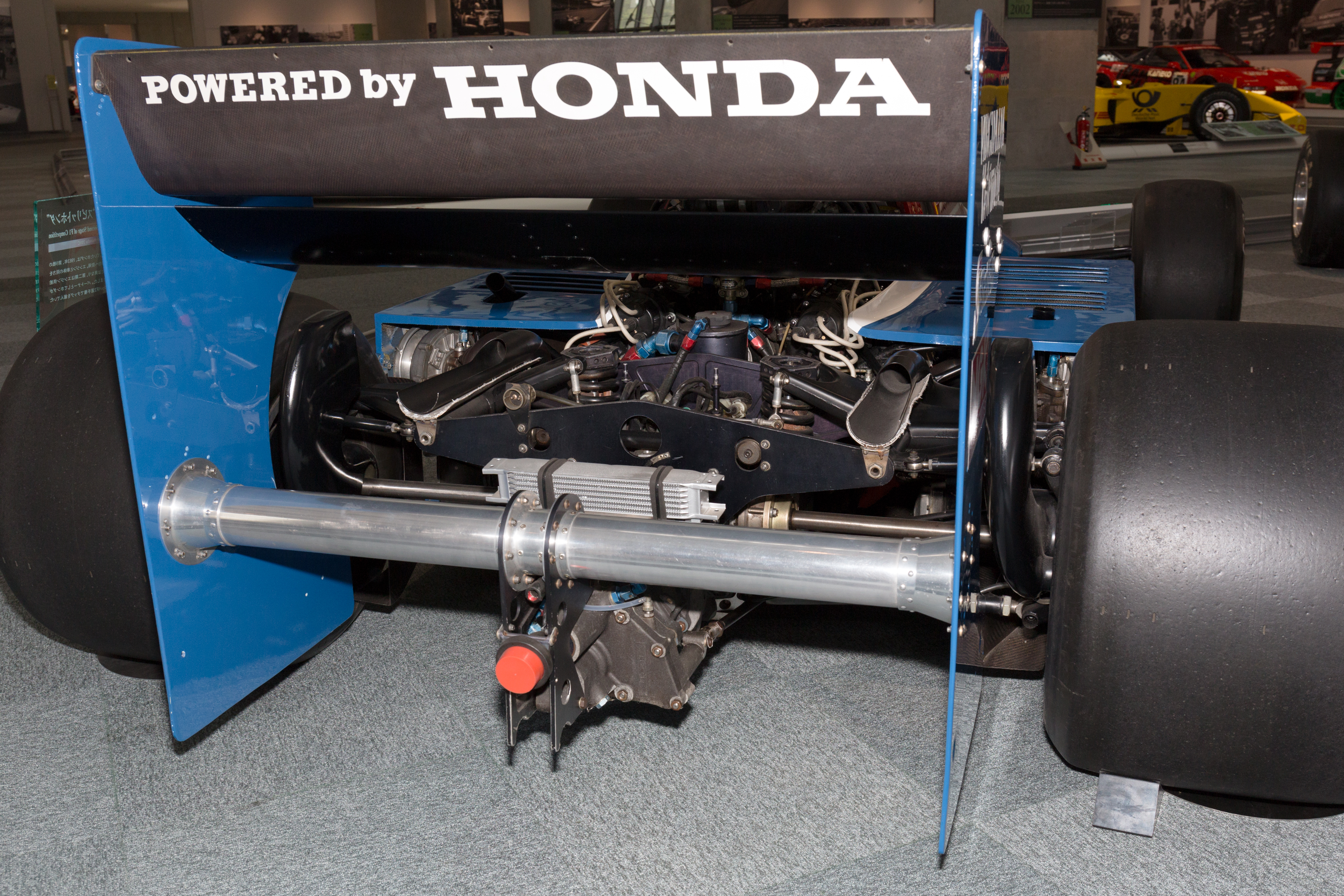
La Honda tornò in Formula 1 per motorizzare la neo entrante Spirit (qui nella foto) e la Williams.

La grande competitività dimostrata negli anni dai motori turbo spinse molti costruttori a cercare una fornitura di questo tipo di propulsori, al fine di sostituire i tradizionali Ford Cosworth DFV, che ancora equipaggiavano la maggior parte delle scuderie.
Dal Gran Premio di Gran Bretagna la Honda rientrò nel mondiale di F1 (da cui mancava dal Gran Premio del Messico 1968), quale fornitrice dei motori per il team Spirit, anch'esso esordiente nel mondiale. La casa nipponica preparò un motore turbo, denominato RA163, V6 da 1.500 cm³.
La Techniques d'Avant Garde, società lussemburghese di proprietà dell'uomo d'affari Mansour Ojjeh, annunciò la realizzazione di un nuovo propulsore turbo, in collaborazione con la Porsche, utilizzato, per la stagione 1983, dalla McLaren. L'impiego divenne effettivo solo dal Gran Premio d'Olanda, dodicesima prova stagionale. La Renault, dal suo canto, rese noto che dal 1983 avrebbe fornito i suoi motori turbo anche alla Lotus. Per la prima volta la casa francese diventava fornitrice per un altro costruttore. La Lotus aveva compiuto dei colloqui anche con la Toyota. Anche la BMW, che già supportava la Brabham, decise di ampliare la sua fornitura di motori turbo alla scuderia tedesca ATS.

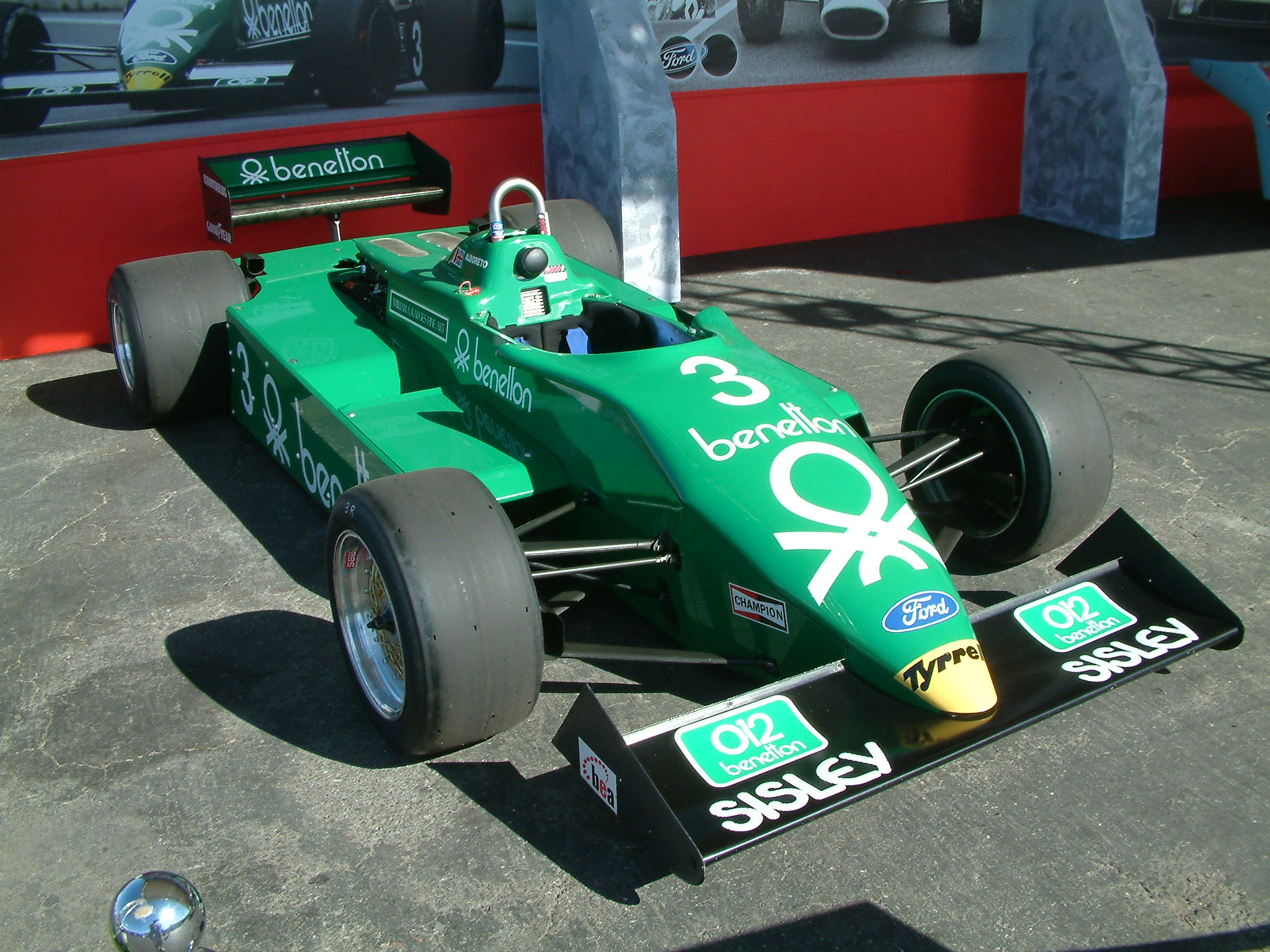
La Tyrrell ottenne il sostegno della Benetton.

La Matra uscì definitivamente dalla Formula 1, non rifornendo più il motore alla Ligier. La Matra aveva esordito nel 1968 come motorista, abbandonando la categoria, e rientrandovi, a più riprese. In 114 GP aveva ottenuto 3 vittorie, 4 pole position e 5 giri veloci. La Ligier cercò di appoggiarsi anch'essa alla Renault, ma dovette ripiegare sul Ford Cosworth.
L'Osella, da questa stagione, ottenne la fornitura di motori V12, aspirati non turbo, da parte dell'Alfa Romeo, anche se per le prime gare, fino a quella di Imola, il costruttore italiano proseguì a impiegare solo il Ford Cosworth.
In merito alla fornitura degli pneumatici la Brabham abbandonò le Goodyear per passare alle Michelin, mentre la Lotus scelse le Pirelli, in luogo anch'essa delle coperture statunitensi. L'Arrows seguì il percorso inverso, utilizzando le Goodyear. Anche l'Osella cambiò fornitore, abbandonando la Pirelli e scegliendo la Michelin.
La Tyrrell ottenne la sponsorizzazione della casa italiana d'abbigliamento Benetton, con la scuderia che venne ribattezzata Benetton Tyrrell.

## Scuderie e piloti

### Scuderie

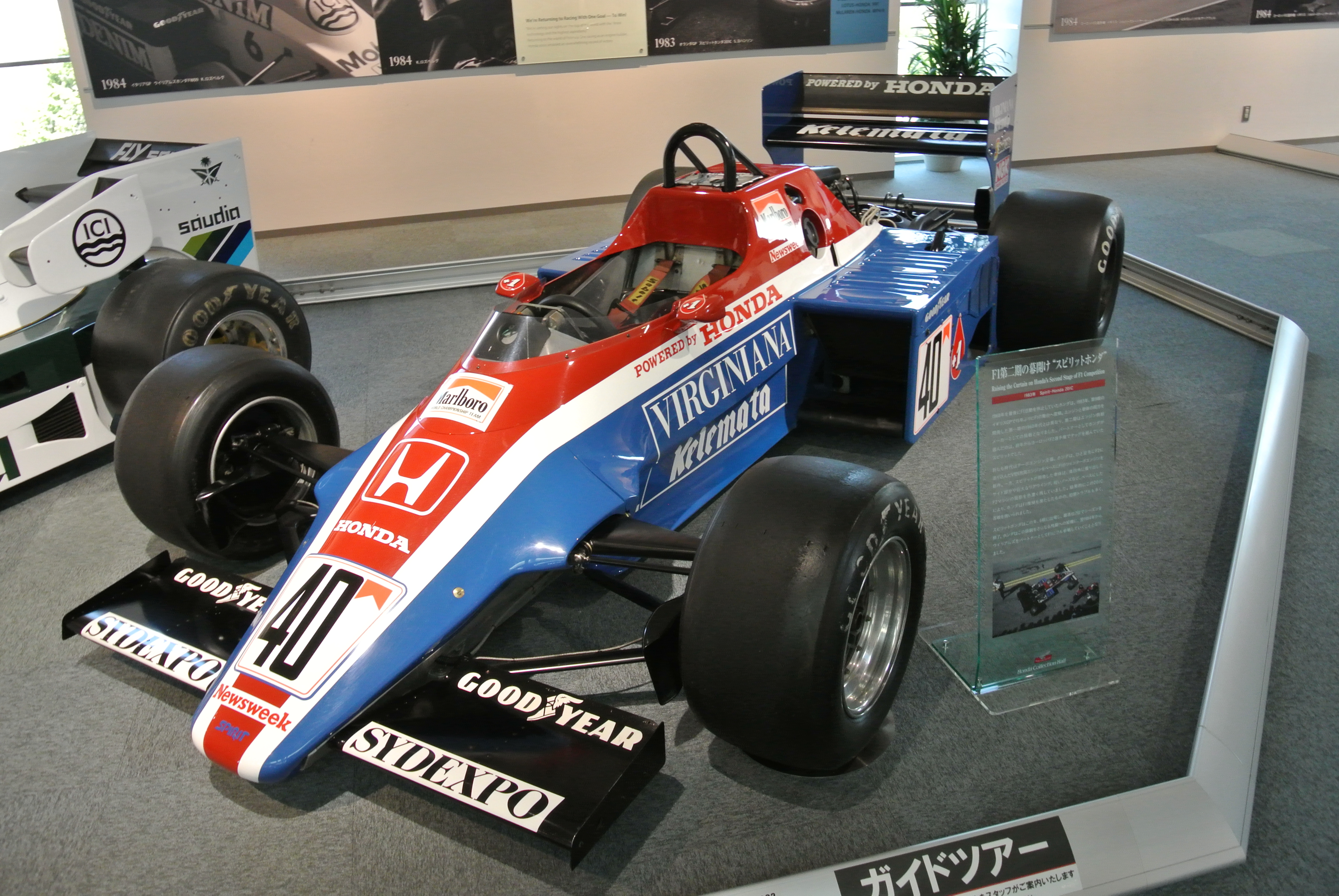
La Spirit 201C, con cui la casa britannica fece il suo esordio nel massimo campionato.

Poco prima del termine della stagione 1982 l'Alfa Romeo mise in dubbio la prosecuzione del suo impegno in F1, almeno come costruttore, per la stagione seguente. La casa italiana era infatti propensa solo a rifornire i propri motori, a scuderie quali Ligier, Tyrrell o Williams. La casa italiana rimase nel campionato ma affidò la gestione sportiva a una scuderia privata, l'Euroracing, che si impegnava a partecipare ai campionati 1983 e 1984, con un'opzione per la fornitura di motori anche per la stagione 1985. L'Euroracing, guidata da Giampaolo Pavanello, aveva iniziato la sua carriera motoristica nel 1975, e aveva conquistato a più riprese i titoli europei in Formula 3.
Chi non si iscrisse più al campionato fu la scuderia brasiliana Fittipaldi Automotive, che abbandonò il mondiale dopo 8 stagioni. Dopo l'esordio, nel Gran Premio d'Argentina 1975 come Copersucar, dal nome dello sponsor, utilizzò, dal 1980, la denominazione Fittipaldi. Corse in totale 103 gran premi, conquistando tre podi.
La RAM, scuderia inglese che aveva partecipato al campionato tra il 1976 e il 1980, utilizzando telai costruiti dalla March, dalla Brabham e dalla Williams, e che dal 1981 aveva stretto un rapporto di collaborazione proprio con la March, decise di costruire, per la prima volta, una propria monoposto. La vettura venne denominata RAM-March.
La Theodore Racing e l'Ensign giunsero a una sorta di fusione. La Theodore che, aveva già utilizzato un telaio dell'Ensign nel 1977, rilevò il progetto della vettura (ribattezzata ET183) e il titolare della Ensign, Mo Nunn e il progettista Nigel Bennett rimasero nel nuovo team con i rispettivi ruoli.
Fece il suo esordio, dalla gara di Silverstone la scuderia britannica Spirit. Il team fu fondato nel 1981 da John Wickham e Gordon Coppuck, quest'ultimo progettista di assoluta fama. Dopo aver partecipato al campionato europeo di F2 1982, in stretta collaborazione con la Honda, accompagnò il costruttore nipponico anche nella massima categoria. L'esordio assoluto avvenne nella Race of Champions, gara non titolata, disputata in primavera a Brands Hatch.
All'ultima gara della stagione, in Sudafrica, non parteciparono la Theodore Racing, che così abbandonò definitivamente la Formula 1, e la Spirit, che invece proseguì l'impegno in F1 nel 1984.

### Piloti

L'Osella presentò al via, come piloti, Corrado Fabi e Piercarlo Ghinzani.

Prima del Gran Premio d'Italia 1982 la Scuderia Ferrari annunciò che René Arnoux, pilota della Renault, avrebbe fatto coppia con Patrick Tambay per la stagione 1983. La scuderia italiana si riservò di fare correre una terza vettura, nel caso in cui Didier Pironi, infortunatosi nel corso delle prove del Gran Premio di Germania, avesse potuto tornare a competere. Inoltre venne prospettato anche l'ingaggio di un pilota di riserva, al fine di coprire eventuali indisponibilità dei piloti titolari. La casa italiana, infine, svelò come la sua volontà di ingaggiare Michele Alboreto era stata bloccata dal contratto che legava il pilota milanese alla Tyrrell. Al posto di Arnoux la Renault ingaggiava Eddie Cheever, pilota statunitense della Ligier.
Anche l'altro pilota della Ligier, il francese Jacques Laffite, passava ad altra scuderia, la Williams. Laffite abbandonava la Ligier dopo 7 stagioni e 108 gran premi, che per l'epoca rappresentava il record di gare corse in F1 per un pilota con uno stesso costruttore. La Ligier li sostituì con Jean-Pierre Jarier, proveniente dall'Osella, e Raul Boesel, ex della March.
La Tyrrell ingaggiò, al posto di Brian Henton, il giovane statunitense Danny Sullivan, con esperienza in Indycar e CanAm. L'ATS iscrisse una sola vettura al campionato: ciò liberò Eliseo Salazar che trovò il volante della March, da questa stagione ribattezzata RAM-March.
L'Alfa Romeo sostituì Bruno Giacomelli con Mauro Baldi, proveniente dall'Arrows. Giacomelli trovò un volante alla Toleman, dove prese il posto di Teo Fabi.
L'Arrows iscrisse il campione del mondo 1980, l'australiano Alan Jones. Per la prima gara stagionale, in Brasile, Jones non era in condizioni fisiche adeguate, essendosi fratturato una gamba cadendo da cavallo; venne perciò sostituito da Chico Serra, ex pilota della Fittipaldi.
L'Osella aveva, in un primo momento, iscritto Corrado Fabi, fratello di Teo, all'esordio nel mondiale, e Beppe Gabbiani, al ritorno nel mondiale dopo due stagioni. Prima dell'inizio della stagione però la scuderia piemontese lo sostituì con Piercarlo Ghinzani, già impiegato nel 1981.
La Theodore Racing, fusa con l'Ensing, confermò uno dei piloti di quest'ultima, Roberto Guerrero, e fece esordire nel mondiale Johnny Cecotto. Il venezuelano, che era stato vicino all'impiego, nel 1982, da parte della Fittipaldi e dell'Osella, proveniva dal motociclismo, ove aveva vinto il motomondiale nel 1975 nella classe 350.
Nel GP Usa Ovest Alan Jones riprese il suo volante all'Arrows, ove era stato sostituito da Chico Serra nella prima gara in Brasile. Jones, che aveva vinto il titolo nel 1980, rientrava nella massima formula dopo un anno di assenza. La sua ultima gara era stato il Gran Premio di Las Vegas 1981 (tra l'altro vinto dall'australiano), disputato con la Williams. Il contratto era a gettone, e avrebbe dovuto essere rinegoziato dopo la gara di Imola. Dal GP di Francia, all'Arrows, Chico Serra subentrò nuovamente ad Alan Jones, che aveva disputato il GP di Long Beach e la Race of Champions. La RAM portò, per la prima volta nella stagione iridata, una seconda vettura, affidata al francese Jean-Louis Schlesser, all'esordio nel mondiale di F1, dopo aver presto parte anch'egli alla Race of Champions. Dal Gp di Spa il pilota belga Thierry Boutsen sostituì, sempre alla Arrows, Serra. Il belga, all'esordio nella massima formula, aveva colto, nelle stagioni precedenti, diversi piazzamenti nel Campionato europeo di Formula 2, cogliendo due volte il secondo posto nel campionato e una volta il terzo.
Dal GP di Silverstone la Spirit riportò nel mondiale Stefan Johansson, pilota svedese che aveva già tentato, senza successo, nel 1980 di qualificarsi a due gran premi al volante della Shadow. Johansson era stato anche iscritto, senza poi presentarsi al gran premio, anche al Gran Premio di Gran Bretagna 1981, dalla March. Lo svedese utilizzò il numero 40, che mancava nel mondiale di F1 dal Gran Premio di Gran Bretagna 1978, usato da Tony Trimmer, pilota però non qualificato per la gara. Da questo gran premio, per alcune gare, l'ATS iscrisse alle corse una seconda vettura, affidata a Stefan Bellof. L'iscrizione non venne poi confermata. Prima del GP di Zandvoort, a seguito delle critiche espresse da Manfred Winkelhock in merito alla qualità della sua ATS, il patron della scuderia, Günther Schmidt, decise di licenziare il pilota. La scuderia tedesca si rivolse così a Stefan Bellof, che era già stato iscritto agli ultimi due gran premi, senza però prendere parte alle qualificazioni. Il rifiuto di Bellof di guidare per l'ATS costrinse il team a riassumere Winkelhock. La scuderia non confermò nemmeno l'impiego di una seconda vettura, inizialmente destinata al pilota di casa Jo Gartner.
Un'altra novità fu quella dell'esordiente britannico Kenny Acheson, quarto pilota stagionale della RAM dopo Eliseo Salazar, Jean-Louis Schlesser e Jacques Villeneuve Sr.. Acheson era giunto secondo nel campionato 1982 di F3 inglese.
Nel Gran Premio d'Europa la Theodore Racing presentò una sola vettura, quella di Roberto Guerrero. In compenso la Williams iscrisse una terza vettura, per il neo campione di F2 Jonathan Palmer. Era dal Gran Premio d'Olanda 1982 che un team non iscriveva più di due vetture a una gara (ai tempi era stata la March). Palmer utilizzò il numero 42, non presente in F1 dal Gran Premio d'Italia 1976, utilizzato da Loris Kessel.

### Tabella riassuntiva
I seguenti piloti e costruttori presero parte al campionato del mondo di Formula 1 nella stagione 1983.
| Team                           | Costruttore | Telai         | Motore                                 | Gomme | No | Piloti                 |
| ------------------------------ | ----------- | ------------- | -------------------------------------- | ----- | -- | ---------------------- |
| TAG Williams                   | Williams    | FW08C FW09    | Ford - Cosworth DFV Honda RA163E       | G     | 1  | Keke Rosberg           |
| TAG Williams                   | Williams    | FW08C FW09    | Ford - Cosworth DFV Honda RA163E       | G     | 2  | Jacques Laffite        |
| TAG Williams                   | Williams    | FW08C FW09    | Ford - Cosworth DFV Honda RA163E       | G     | 42 | Jonathan Palmer        |
| Benetton Tyrrell Team          | Tyrrell     | 011-012       | Ford- Cosworth DFV                     | G     | 3  | Michele Alboreto       |
| Benetton Tyrrell Team          | Tyrrell     | 011-012       | Ford- Cosworth DFV                     | G     | 4  | Danny Sullivan         |
| Fila Sport                     | Brabham     | BT52          | BMW M12/M13                            | M     | 5  | Nelson Piquet          |
| Fila Sport                     | Brabham     | BT52          | BMW M12/M13                            | M     | 6  | Riccardo Patrese       |
| Marlboro McLaren International | McLaren     | MP4/1C MP4/1E | Ford - Cosworth DFV TAG Porsche P01    | M     | 7  | John Watson            |
| Marlboro McLaren International | McLaren     | MP4/1C MP4/1E | Ford - Cosworth DFV TAG Porsche P01    | M     | 8  | Niki Lauda             |
| Team ATS                       | ATS         | D6            | BMW M12/M13                            | G     | 9  | Manfred Winkelhock     |
| John Player Team Lotus         | Lotus       | 91 92 93T 94T | Ford- Cosworth DFV Renault-Gordini EF1 | P     | 11 | Elio De Angelis        |
| John Player Team Lotus         | Lotus       | 91 92 93T 94T | Ford- Cosworth DFV Renault-Gordini EF1 | P     | 12 | Nigel Mansell          |
| Equipe Renault Elf             | Renault     | RE30C RE40    | Renault-Gordini EF1                    | M     | 15 | Alain Prost            |
| Equipe Renault Elf             | Renault     | RE30C RE40    | Renault-Gordini EF1                    | M     | 16 | Eddie Cheever          |
| RAM Automotive Team March      | RAM-March   | 01            | Ford - Cosworth DFV                    | P     | 17 | Eliseo Salazar         |
| RAM Automotive Team March      | RAM-March   | 01            | Ford - Cosworth DFV                    | P     | 17 | Jacques Villeneuve Sr. |
| RAM Automotive Team March      | RAM-March   | 01            | Ford - Cosworth DFV                    | P     | 17 | Kenny Acheson          |
| RAM Automotive Team March      | RAM-March   | 01            | Ford - Cosworth DFV                    | P     | 18 | Jean-Louis Schlesser   |
| Marlboro Team Alfa Romeo       | Alfa Romeo  | 183T          | Alfa Romeo                             | M     | 22 | Andrea De Cesaris      |
| Marlboro Team Alfa Romeo       | Alfa Romeo  | 183T          | Alfa Romeo                             | M     | 23 | Mauro Baldi            |
| Equipe Ligier Gitanes          | Ligier      | JS21          | Ford-Cosworth DFV                      | M     | 25 | Jean-Pierre Jarier     |
| Equipe Ligier Gitanes          | Ligier      | JS21          | Ford-Cosworth DFV                      | M     | 26 | Raul Boesel            |
| Scuderia Ferrari SEFAC         | Ferrari     | 126C2B 126C3  | Ferrari Tipo 021 V6 di 120°            | G     | 27 | Patrick Tambay         |
| Scuderia Ferrari SEFAC         | Ferrari     | 126C2B 126C3  | Ferrari Tipo 021 V6 di 120°            | G     | 28 | René Arnoux            |
| Arrows Racing Team             | Arrows      | A6            | Ford- Cosworth DFV                     | G     | 29 | Marc Surer             |
| Arrows Racing Team             | Arrows      | A6            | Ford- Cosworth DFV                     | G     | 30 | Chico Serra            |
| Arrows Racing Team             | Arrows      | A6            | Ford- Cosworth DFV                     | G     | 30 | Alan Jones             |
| Arrows Racing Team             | Arrows      | A6            | Ford- Cosworth DFV                     | G     | 30 | Thierry Boutsen        |
| Osella Squadra Corse           | Osella      | FA1/D FA1/E   | Ford- Cosworth DFV Alfa Romeo 1260     | M     | 31 | Corrado Fabi           |
| Osella Squadra Corse           | Osella      | FA1/D FA1/E   | Ford- Cosworth DFV Alfa Romeo 1260     | M     | 32 | Piercarlo Ghinzani     |
| Theodore Racing                | Theodore    | ET183         | Ford- Cosworth DFV                     | G     | 33 | Roberto Guerrero       |
| Theodore Racing                | Theodore    | ET183         | Ford- Cosworth DFV                     | G     | 34 | Johnny Cecotto         |
| Candy Toleman Motorsport       | Toleman     | TG183B        | Hart 415T                              | P     | 35 | Derek Warwick          |
| Candy Toleman Motorsport       | Toleman     | TG183B        | Hart 415T                              | P     | 36 | Bruno Giacomelli       |
| Spirit Racing                  | Spirit      | 201           | Honda RA163E                           | G     | 40 | Stefan Johansson       |

## Circuiti e gare
Uscì dal calendario, dopo due stagioni e dopo esservi stato inizialmente inserito, il Circuito del Caesars Palace a Las Vegas, pur in presenza di un accordo tra gli organizzatori e la NBC per la trasmissione della gara sia per il 1983 che per il 1984. Saltò anche, dopo l'edizione 1982, il Gran Premio di Svizzera, corso sul tracciato francese di Digione. L'Automobile Club de Suisse rinunciò alla sua organizzazione. Nel calendario venne inserito anche un gran premio da disputarsi a New York, su un tracciato ricavato attorno al Meadow Lake, posto nel Flushing Meadows Park. A giugno però le autorità newyorchesi dichiararono l'impossibilità di dar vita al progetto per la stagione 1983, e rimandarono le speranze alla stagione seguente. A seguito di questi forfait, i gran premi scendevano così, dai programmati 17 a solo 14.

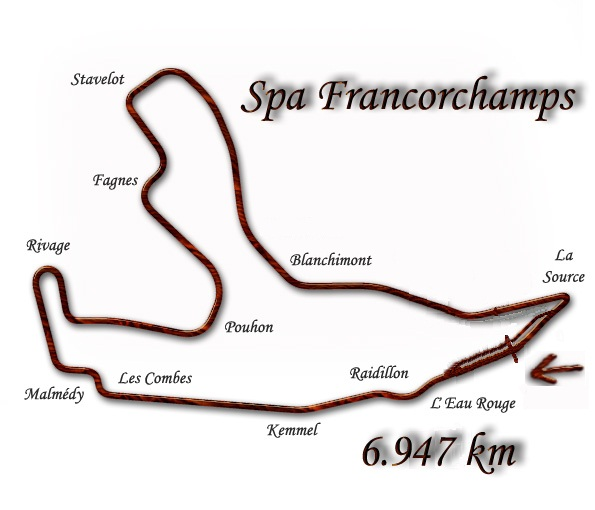
Il rinnovato circuito belga di Spa diventò sede del gran premio nazionale, al posto del tracciato di Zolder.

Anche a causa delle pressioni degli sponsor, che ritenevano questo un numero troppo basso di gare, il 27 giugno la FISA decise di inserire, per il 25 settembre, il Gran Premio d'Europa, da tenersi sul tracciato britannico di Brands Hatch, che aveva già ospitato la Race of Champions, gara non valida per il mondiale, ad aprile. Brands Hatch così si trovò ad ospitare due gare di F1 nella stessa annata, cosa che non capitava dal 1976; inoltre, per la prima volta nella storia, il Regno Unito ospitava due gare valide per il mondiale nello stesso anno.
Il Gran Premio di Gran Bretagna, nella solita alternanza tra i due tracciati, era stato già programmato al Circuito di Silverstone.
Per la prima volta il Gran Premio d'Europa veniva così disputato come gara a sé stante, e non era solo una denominazione onorifica, attribuita di anno in anno a uno dei gran premi disputati sul continente. L'ultimo gran premio che aveva potuto effigiarsi del nome era stato il Gran Premio di Gran Bretagna 1977, disputatosi a Silverstone. Per ospitare la gara si era candidato anche il Circuito di Misano.
Il circuito di Long Beach venne nuovamente modificato e, rispetto alle alterazioni del 1982, in maniera molto più profonda. Il tratto dopo il via rimase inalterato ma, dopo la curva 5, si abbandonò il tratto sull'Ocean Boulevard, girando su Pine Avenue, passando sotto lo Hyatt Hotel e il Convention Center seguendo poi la Seaside Way, parallela all'Ocean Boulevard, e riprendendo il vecchio tracciato dopo la curva 9. La curva 12 venne modificata per permettere una migliore entrata nei nuovi box, ora posti sulla Bridgestone Bend. Sempre su questo punto, da questa edizione, veniva dato sia il via che la bandiera a scacchi (l'arrivo era prima posto sull'Ocean Boulevard). Ciò consentiva di evitare i forti saliscendi che caratterizzavano la vecchia versione del tracciato. La lunghezza di questa conformazione era di 3.275 metri. Questa nuova versione però veniva considerata più pericolosa della precedente, per la sua più alta velocità.
Solo a febbraio venne confermato il Circuito di Spa-Francorchamps quale sede del Gran Premio del Belgio, al posto del tracciato di Zolder. Spa aveva già ospitato il gran premio tra il 1950 e il 1970, su un tracciato da oltre 14 chilometri, prima di essere sostituito da Nivelles, in due occasioni, e da Zolder. Ora la gara veniva disputata su un tracciato accorciato a 6,949 km.
Nel corso del 1982 era stata avanzata l'ipotesi di disputare un gran premio in Unione Sovietica, tanto che Bernie Ecclestone si recò, a fine giugno, a Mosca per incontrare i massimi dirigenti della Federazione Motoristica sovietica. Il tracciato sarebbe stato disegnato nei viali attorno all'università. La gara però non fu nemmeno inserita nella bozza di calendario, pubblicata nel novembre 1982.
Il Race Promoters' Trophy, riconoscimento per il gran premio meglio organizzato in stagione, venne vinto dal Gran Premio d'Italia, corso a Monza: era il terzo successo (e per ora ultimo) per la manifestazione italiana, dopo i successi del 1979 e 1980 (edizione questa disputata a Imola).

## Modifiche al regolamento

### Regolamento tecnico

I meccanici della Ferrari impegnati in un pit stop. La pratica del rifornimento in gara divenne comune a quasi tutti i team.

In una riunione della Federazione Internazionale Sport Automobilistico del 13 ottobre 1982 venne decisa una forte modifica del regolamento tecnico che introduceva l'obbligo di fondo piatto tra le ruote anteriori e quelle posteriori (impedendo quindi ogni ulteriore uso delle minigonne), portava a 540 kg il peso minimo delle monoposto, vietava la trazione integrale e la presenza di vetture con oltre 4 ruote, introduceva nuove prescrizioni per la sicurezza del pilota, poneva un limite alla portata del serbatoio a 250 kg e autorizzava il rifornimento in corsa. Queste decisioni, appoggiate anche dai piloti, avrebbero costretto le case a modificare le vetture già progettate per la stagione 1983 e, di fatto, superava il Patto della Concordia che aveva congelato il regolamento tecnico fino al 31 dicembre 1984. Dopo una riunione, tenuta a Modena, il 23 ottobre le case costruttrici decisero di elaborare un pacchetto di controproposte, che sarebbe stato esaminato dalla Commissione Formula 1 il 3 novembre.
In questa riunione venne trovato l'accordo tra federazione e scuderie. Per dare maggior tempo a queste ultime di modificare le monoposto, al fine di rispettare i nuovi canoni tecnici, si decise di iniziare la stagione il 13 marzo col Gran Premio del Brasile, e di spostare ad ottobre la gara del Sudafrica. In cambio dell'accettazione della norma che aboliva le "minigonne", la FISA accettò di non modificare il regolamento sui motori almeno fino al termine della stagione 1985.
In ogni caso tali modifiche misero in difficoltà i costruttori che adattarono per lo più le vetture dell'anno precedente al nuovo regolamento: anche presentando nuove sigle, esse erano quasi tutte costruite sulle monoscocche dell'anno precedente, come nel caso della Ferrari 126C2B. Al gran premio del Brasile, gara inaugurale l'unica vettura completamente nuova era la Brabham BT52 nata da un foglio bianco dopo che le modifiche regolamentari avevano reso non adeguabile la BT51 testata ad ottobre 1982. Ad essa si aggiunse dal secondo gran premio la Renault RE40. Solo al Gran Premio d'Inghilterra, Ferrari, Lotus, Osella presentarono delle vetture integralmente nuove.

## Riassunto della stagione

### Gran Premio del Brasile

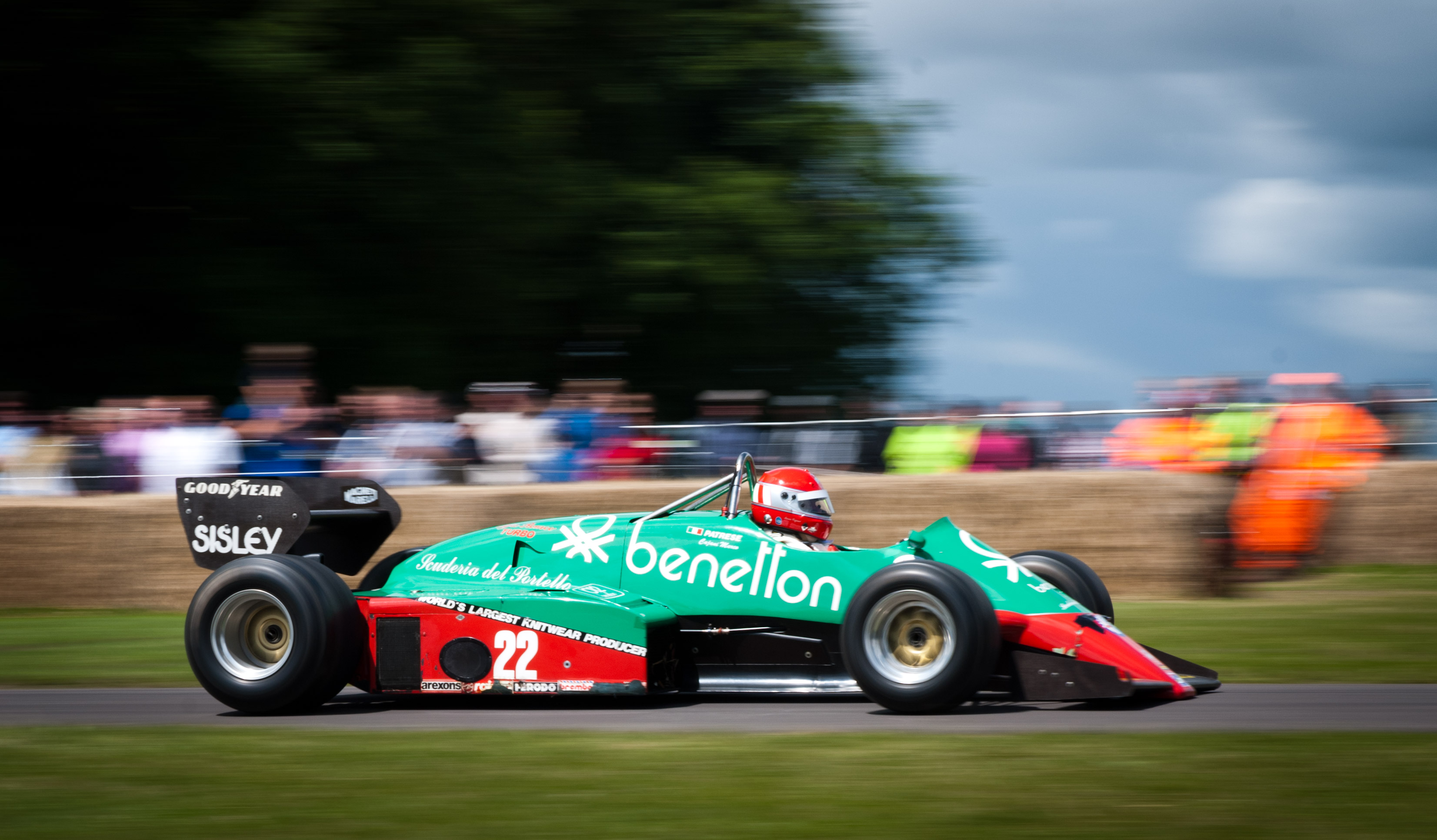
L'Alfa Romeo fece esordire nel Gran Premio del Brasile una vettura a motore turbo (la foto però è stata scattata nel 2012, quando la vettura portava la livrea usata nel 1984)

Il poleman Keke Rosberg si mantenne al comando, seguito da Alain Prost, e dalle due Brabham di Nelson Piquet e Riccardo Patrese. Il francese però, venne presto passato da entrambi, scalando così in quarta posizione. Sulla vettura di Patrese si ruppe subito il turbocompressore, tanto che il pilota padovano perse lentamente potenza.
Già al settimo giro Piquet s'impossessò del comando della gara, passando Rosberg. Nelle retrovie si fece largo John Watson: partito dalla sedicesima piazza, si trovò, già al termine del primo passaggio, in undicesima posizione. Superò poi Baldi, Cheever, e le due Ferrari, portandosi in quinta posizione, al giro 11. Il problema tecnico sulla Brabham di Patrese divenne ingovernabile, e il pilota si ritirò al ventesimo giro. Tre giri prima Watson aveva passato anche Prost, stabilendosi in terza posizione, dietro a Piquet e Rosberg. Al ventitreesimo passaggio Mauro Baldi, nel difendersi da un attacco di Lauda, per la sesta piazza, lasciò un varco, ove s'inserì Derek Warwick: la Toleman toccò l'Alfa Romeo, che fu costretta al ritiro.
Al giro 28 Rosberg passò ai box per il rifornimento di benzina: all'apertura però del bocchettone i gas provenienti dal serbatoio s'infiammarono immediatamente, a causa del calore sprigionato dal motore. Il finlandese riuscì a uscire indenne dall'abitacolo: la vettura però dovette essere rimessa in moto a spinta dai meccanici. Rosberg riuscì a ripartire, ma dopo aver perso un giro rispetto agli altri, e scendendo al nono posto. la classifica vedeva sempre al comando Piquet, seguito da Watson, Prost, Tambay, Lauda e Warwick.
Al giro 34 Niki Lauda sorpassò Patrick Tambay, mentre un giro dopo, il suo compagno di team Watson, terminò la sua gara, per la rottura del propulsore: Lauda così in due giri scalò in terza posizione. Al giro 40 Nelson Piquet effettuò il rifornimento di carburante: l'operazione durò 16 secondi, e il brasiliano mantenne il comando del gran premio. Al quarantaduesimo passaggio l'austriaco ebbe la meglio anche su Prost. Nel frattempo Keke Rosberg recuperava posizioni, prima superando Derek Warwick, poi Tambay e Prost: al giro 46 il finlandese della Williams era nuovamente terzo. Entrava in zona punti anche Marc Surer, che aveva superato Warwick.
Al giro 51 Tambay passò Prost (per tutta la gara penalizzato da un guasto a un ammortizzatore) per la quarta posizione, mentre tre giri dopo, Rosberg passò anche Lauda per la seconda piazza. Al giro 56 Jacques Laffite, in rimonta, passò sia Surer che Prost, prendendosi il quinto posto. Il pilota della Williams, nella parte finale del gran premio, ebbe la meglio anche su Tambay (con gomme degradate), e colse il quarto posto.
Nelson Piquet vinse per l'ottava volta in carriera: era il primo successo per un pilota che aveva effettuato la tecnica del rifornimento in gara. Piquet fu il primo pilota brasiliano ad imporsi nella gara nazionale dal 1975, ai tempi di Carlos Pace. Rosberg chiuse secondo, Lauda al terzo posto: le decisioni della giuria privarono poi il finlandese, come l'anno precedente, del risultato. Elio De Angelis venne squalificato per aver sostituito la vettura dopo le qualifiche con una vettura di diverso tipo, mentre Keke Rosberg fu squalificato perché la vettura venne spinta ai box, dopo la ripartenza dal pit stop. Il secondo posto non venne riassegnato.

### Gran Premio degli Stati Uniti-Ovest

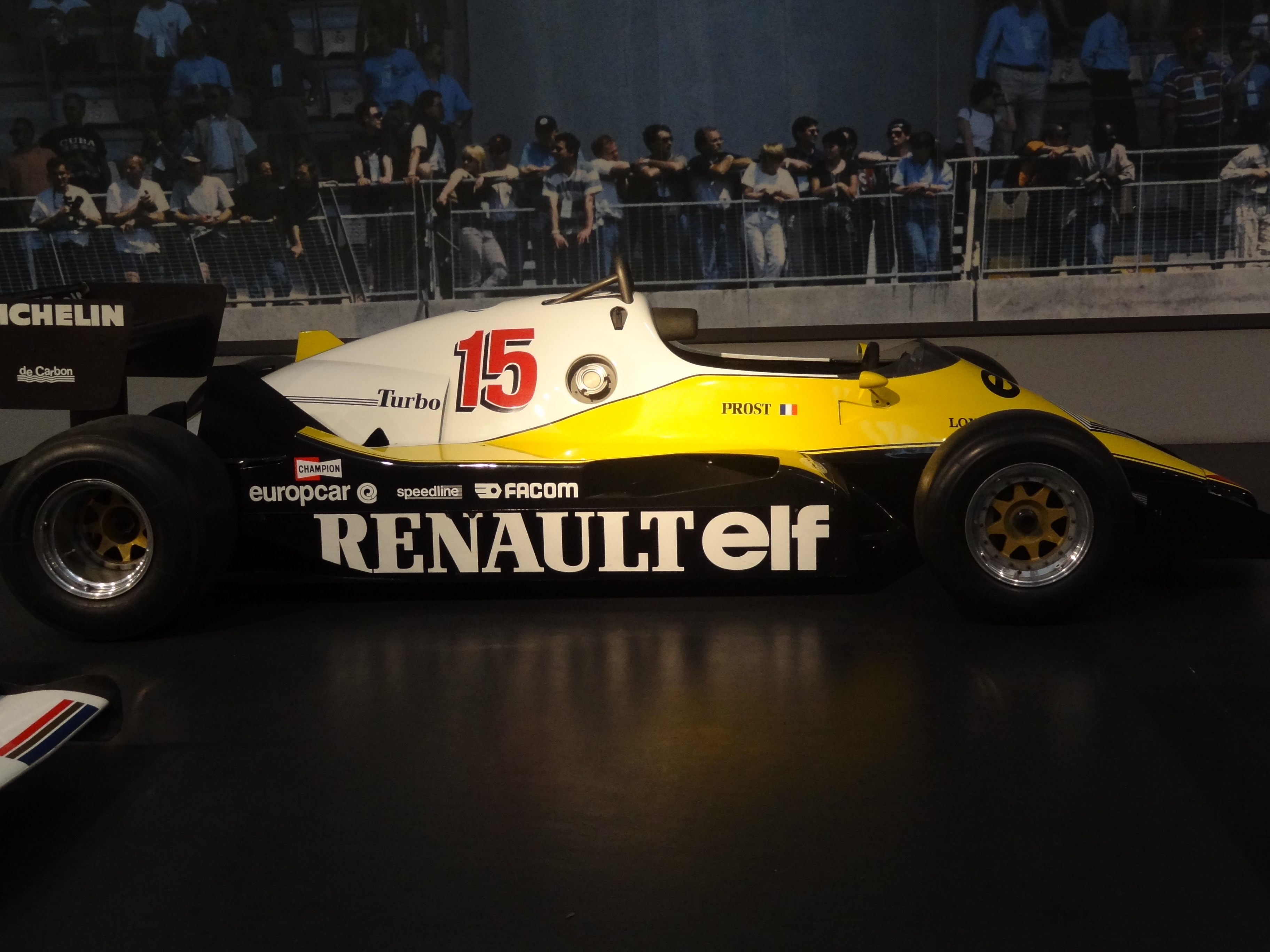
La Renault, nel Gran Premio di Long Beach, utilizzò per la prima volta il modello RE40.

Patrick Tambay mantenne il comando al via della gara; Keke Rosberg, partito dalla seconda fila, cercò subito di infilarsi dietro al duo francese della Ferrari: il finnico toccò anche la vettura di René Arnoux. Quest'ultimo scese in quarta posizione, preceduto, oltre che da Rosberg, anche da Jacques Laffite.
Dietro s'installarono le due Tyrrell e le due Renault. Rosberg fu autore di un testacoda nel corso del primo giro, nel tentativo di passare Tambay, ma poté proseguire, mantenendo la posizione. Sempre nel corso del primo giro Arnoux dovette cedere una posizione anche a Michele Alboreto.
Nel secondo giro Danny Sullivan, sesto, fu passato da Riccardo Patrese. Lo statunitense, il giro seguente, perse altre due posizioni, venendo sopravanzato dalle Renault. Alain Prost, penalizzato da un problema all'accensione, perse però diverse posizioni, fino a quando, al sedicesimo passaggio, si portò ai box per il cambio gomme. Anche Arnoux fu penalizzato dal decadimento degli pneumatici, e retrocesse in classifica.
Al giro 16 perciò la classifica, sempre guidata da Patrick Tambay, vedeva al secondo posto Keke Rosberg, seguito da Jacques Laffite, Michele Alboreto, Eddie Cheever, Riccardo Patrese, Jean-Pierre Jarier e René Arnoux. Anche l'altro pilota della Renault, Cheever, si recò al cambio gomme, ma trovò i meccanici ancora impegnati con Prost, e così fu costretto a proseguire la gara, ma ormai fuori dalla zona dei punti.
Le prime sei vetture erano racchiuse in uno spazio ridotto, con Rosberg che pressava Tambay, essendo a sua volta pressato da Laffite. Al ventiduesimo giro Jean-Pierre Jarier centrò la vettura di Alboreto, in un tentativo di sorpasso: il milanese fu costretto ai box con una sospensione danneggiata. Al ventiseiesimo giro Rosberg tentò l'attacco a Tambay, i due andarono a contatto, col francese che finì in testacoda, fermandosi in mezzo al tracciato. Rosberg riuscì a evitare la vettura di Tambay ma, giunto all'ultima chicane, si trovò sia la vettura di Jacques Laffite che quella di Jean-Pierre Jarier (che aveva passato Patrese) molto vicine. Prima collisero le due Williams, poi la vettura di Rosberg venne colpita da quella di Jarier, finendo a muro. Il finnico si ritirò subito, e poco dopo anche Jarier dovette abbandonare la gara con un alettone danneggiato.
La gara vedeva ora al comando Jacques Laffite, seguito da Riccardo Patrese, Marc Surer e il duo della McLaren Niki Lauda-John Watson, che pur essendo partiti dalla retrovie, avevano sfruttato i molti ritiri e i pit stop degli altri concorrenti per risalire la graduatoria.
Già al ventottesimo passaggio i due della McLaren passarono anche Surer, mentre cinque giri dopo Watson, al termine della Shoreline Drive, sorpassava Lauda, ponendosi in terza posizione. Dietro Johnny Cecotto aveva la meglio su Surer, posizionandosi quinto.
Al giro 44, sfruttando un errore di Patrese, sia Watson che Lauda, passarono davanti al padovano, e solo un giro dopo, con Laffite in crisi con gli pneumatici, si trovarono a condurre. Il francese della Williams fu poi facile preda anche di Patrese al giro 52. Anche Cecotto perse alcune posizioni (sulla Theodore si era allentata la leva del cambio), a favore di Cheever, Arnoux e Surer.
René Arnoux, era risalito in zona punti, dopo essere sceso in classifica per un secondo cambio gomme, e si trovò a lottare con Cheever per la quinta piazza. I due si avvicinarono a Laffite al giro 67, e il ferrarista fu capace di passare entrambi e porsi in quarta posizione: anche Eddie Cheever passò Laffite. Un giro dopo però Cheever fu costretto al ritiro per un guasto al cambio. A tre giri dal termine la classifica mutò ancora per il ritiro di Patrese, che era terzo.
Nella parte finale della gara Niki Lauda soffrì di crampi e non fu capace di attaccare John Watson, che così vinse per la quinta e ultima volta nel mondiale. Nessuno è mai riuscito a vincere una gara valida per il mondiale di F1 partendo così arretrato come il nordirlandese, ventiduesimo. René Arnoux completò il podio. Johnny Cecotto chiuse sesto, primo pilota venezuelano a punti in una gara valida per il mondiale. Lauda non solo centrò il secondo podio di fila ad inizio stagione e grazie al secondo posto a long beach ritornò in testa al campionato dopo un digiuno di 6 anni dal 1977.

### Gran Premio di Francia
Al via Alain Prost mantiene il comando del gran premio, seguito da Riccardo Patrese, Eddie Cheever, Nelson Piquet, le due Ferrari di René Arnoux e Patrick Tambay, poi Elio De Angelis Derek Warwick e Keke Rosberg. Già nel corso del secondo passaggio Tambay si scambiò di posizione con Arnoux.
Patrese perse, nei primi giri due posizioni, mentre risalì in classifica Rosberg, che prima superò Warwick quindi De Angelis, dopo un bel duello e, infine, anche Arnoux. Nei giri successivi De Angelis perse diverse posizioni, finendo lontano dalla zona dei punti. Al sesto giro abbandonò Nigel Mansell per dei dolori a un piede infortunatosi prima della gara, quando i meccanici della Lotus colpirono accidentalmente il pilota spostando la vettura.
Al giro 18 Cheever cedette la seconda piazza a Piquet mentre, un giro dopo, Riccardo Patrese, abbandonò la gara. Al ventiquattresimo giro René Arnoux perse la sesta posizione, passato da Jacques Laffite. Il ferrarista, poco dopo, entrò ai box per il cambio gomme e il rabbocco del carburante, rientrando in classifica all'ottavo posto. Al giro 25 toccò il cambio gomme anche a Cheever: alla Renault però non fissarono bene una ruota, tanto che lo statunitense perse del tempo, rientrando solo quarto, dietro a Patrick Tambay. Quinto era ancora Rosberg, sempre seguito dall'altro pilota della Williams, Laffite.
Al ventottesimo giro fu il turno del cambio delle gomme per Rosberg, che rientrò ottavo, e, un giro dopo, anche il leader Alain Prost effettuò la sosta. Passò così a condurre Nelson Piquet. Il brasiliano comandò la gara fino al giro 31, quando anche lui fu richiamato al box per il cambio degli pneumatici. Ciò permise a Prost di ritornare a condurre. Un giro prima vi era stato il ritiro, per incidente, di Mauro Baldi, senza conseguenze fisiche per il pilota dell'Alfa Romeo.
La classifica vedeva, dietro a Prost e Piquet, Eddie Cheever, Patrick Tambay, Jacques Laffite e Keke Rosberg. I due della Williams si scambiarono le posizioni quando, poco dopo, anche Laffite andò al cambio gomme.
Negli ultimi giri Cheever s'avvicinò a Piquet, ma senza essere capace di superarlo. Alain Prost vinse così per la sesta volta nel mondiale di F1.

### Gran Premio di San Marino
Sulla griglia di partenza Nelson Piquet rimase fermo e, dopo che furono sfilati tutti gli altri piloti, poté prendere la gara, con un minuto di ritardo, grazie all'aiuto dei commissari. In testa si portarono i due piloti della Ferrari, con René Arnoux davanti a Patrick Tambay, che aveva passato Riccardo Patrese. Quarto era Alain Prost, che precedeva Andrea De Cesaris, Manfred Winkelhock e Elio De Angelis.
Al terzo giro Patrese si portò al secondo posto, mentre più dietro, Mauro Baldi si pose al sesto posto, seguito nella rimonta da Keke Rosberg, settimo. Patrese completò la rincorsa, ponendosi al comando, al giro 5, grazie anche ai problemi di gomma di Arnoux. Nello stesso giro Rosberg passò Baldi, entrando in zona punti.

Patrick Tambay vinse il Gran Premio di San Marino con la Ferrari numero 27.

Arnoux effettuò la sua sosta al giro 21, scendendo al quinto posto, mentre l'altro ferrarista attese il giro 32, mantenendo la piazza d'onore grazie al rapido intervento dei meccanici della sua scuderia. Al giro 33 anche Patrese effettuò il cambio gomme, ma perse oltre ventitré secondi, contro i 15 impiegati da Tambay. Il pilota della Brabham cedette così la prima posizione. Arnoux, nel frattempo, era risalito al terzo posto.
Nel corso della gara fu imponente la ricorsa di Piquet che, dopo essere transitato ultimo al primo giro, riuscì a scalare la classifica, ponendosi al quinto posto al giro 31. Il brasiliano fu poi costretto al ritiro per il cedimento del propulsore della sua vettura al giro 41.
Quattro giri dopo anche Andrea De Cesaris, quinto, fu costretto ad abbandonare il gran premio per un guasto allo spinterogeno. Rientrò così in zona punti Keke Rosberg, seguito da John Watson.
Al giro 55 Patrese si avvicinò a Patrick Tambay (che scontava anche problemi al motore), riuscendo a strappargli la prima posizione: poco dopo però, arrivato alle "Acque Minerali", uscì di pista. Tambay tornò in vetta della classifica, che mantenne fino alla barriera scacchi.
Nell'approcciarsi allo stesso punto René Arnoux andò in testacoda, consentendo ad Alain Prost di ottenere il secondo posto. Mauro Baldi, mentre era sesto, a due giri dalla fine, abbandonò la gara per la rottura del motore della sua Alfa Romeo.

### Gran Premio di Monaco

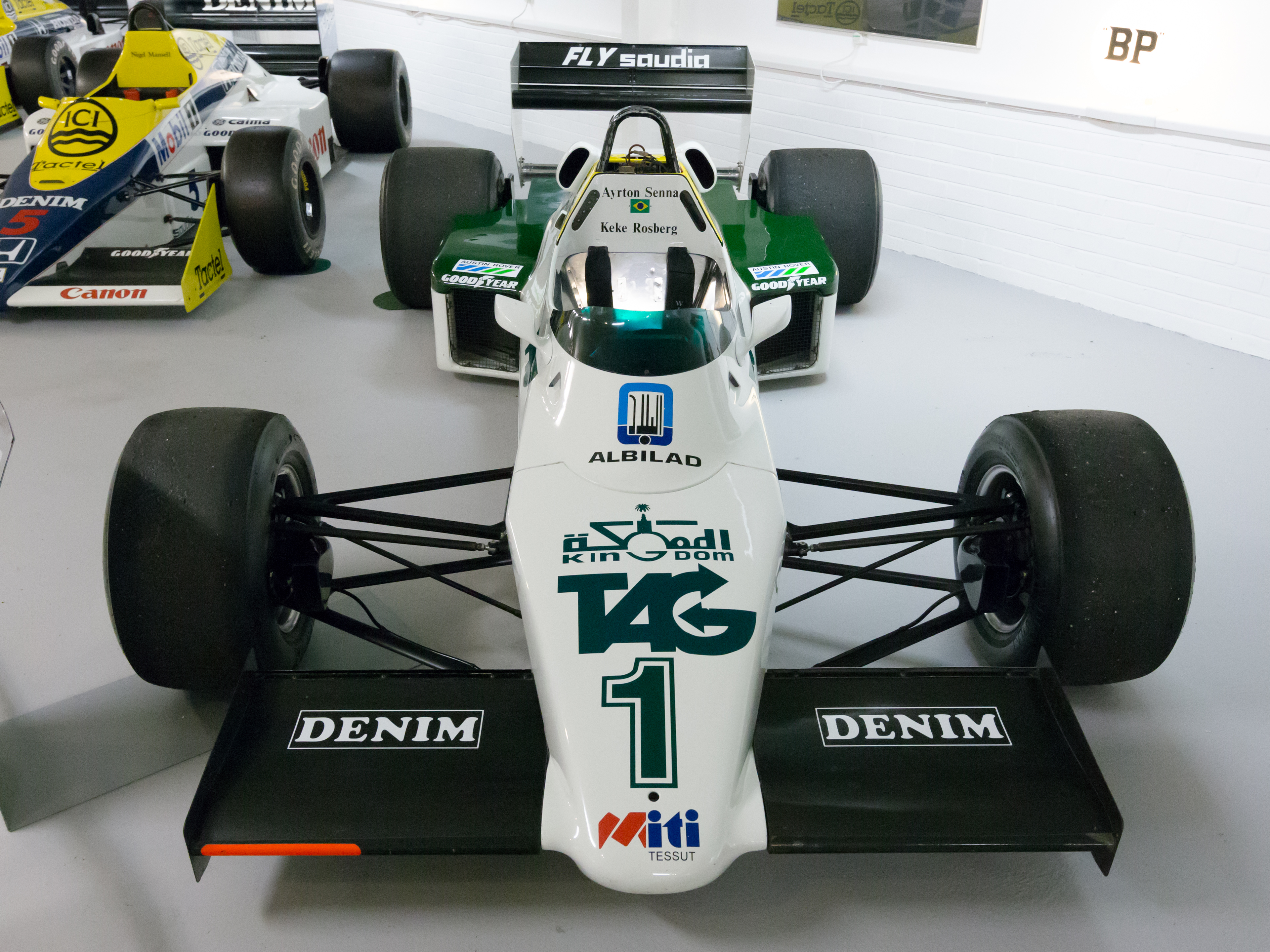
Al GP di Monaco la Williams FW08C di Keke Rosberg fu l'ultima monoposto a vincere una gara del mondiale di F1 motorizzata dal Ford Cosworth DFV.

Una forte pioggia colpì il tracciato in mattinata, per poi ripresentarsi, anche se in maniera modesta, fino a circa mezz'ora prima del via. Dopo il giro di ricognizione, alcuni piloti (tra cui le due Williams), decisero di montare gomme slick, pur non essendo il tracciato ancora del tutto asciutto.
Al via Alain Prost (che, come la maggioranza dei piloti su delle vetture turbo, montava gomme da bagnato per evitare che l'eccesso di potenza facesse slittare le gomme lisce sull'asfalto umido) mantenne la testa, mentre René Arnoux venne subito passato da Eddie Cheever e da Keke Rosberg. Il finlandese, già nel corso del primo giro, prese il comando del gran premio, davanti alle due Renault, alle due Ferrari, seguite da Andrea De Cesaris, e dell'altro pilota della Williams, Jacques Laffite. Quest'ultimo recuperò subito diverse posizioni, portandosi al quarto posto, dietro ad Arnoux, che aveva comunque sopravanzato Cheever.
Al sesto giro la vettura di Arnoux toccò quella di Laffite: la Ferrari finì contro un marciapiede, tanto che ne risultò danneggiato lo pneumatico posteriore sinistro. Ciò mise in tilt la centralina elettronica, così che René Arnoux fu costretto al ritiro. Laffite proseguì la sua rimonta, installandosi al secondo posto, al giro 8, approfittando anche del cambio gomme effettuato da Prost. Al terzo posto, intanto, si era portato Patrick Tambay, che però, poco dopo, fu anch'egli costretto a montare gomme da asciutto, e scendere al di fuori della zona dei punti. Tra l'altro il francese dovette attende alcuni giri per poter effettuare il cambio-gomme. Scalava così al terzo posto Marc Surer (Arrows), che precedeva Derek Warwick (su Toleman) ed Alain Prost.
Prost, che guidava una vettura in cui la quarta marcia era andata fuori uso, resistette al quinto posto fino al giro 22, quando venne passato da Nelson Piquet. La graduatoria rimase, almeno nelle prime posizioni, invariata fino al giro 49, quando Warwick assaltò la terza posizione di Surer. Il britannico però centrò la vettura dell'elvetico, ed entrambi furono costretti all'abbandono. Davanti, le Williams stavano dominando la gara ma al giro 53 Keke Rosberg subì una perdita di potenza del propulsore, tanto che il motore si spense all'altezza della chicane delle Piscine: il finlandese fu capace di far ripartire la vettura, riuscendo anche a far sì che la monoposto non sbandasse, finendo contro i guard-rail; Jacques Laffite, al secondo posto, invece si ritirò al cinquantacinquesimo passaggio, per un guasto al cambio. Ora Piquet era secondo, seguito da Prost, Patrese, Tambay e Danny Sullivan.
Anche la gara di Riccardo Patrese s'interruppe anzitempo (al giro 65), per un problema elettrico della sua Brabham. Entrò in zona punti Mauro Baldi, che chiuse sesto, conquistando così i primi punti in carriera, così come Sullivan (quinto). Keke Rosberg riuscì a vincere, per la seconda volta nel mondiale, davanti a Nelson Piquet e Alain Prost.

### Gran Premio del Belgio
Il cielo era nuvoloso alla partenza, ma la temuta pioggia non fece la sua comparsa durante la gara. Poco prima del via i commissari sventolarono bandiere gialle per indicare i problemi tecnici di Eddie Cheever e Keke Rosberg. I piloti delle prime file però presero il via comunque, con Andrea De Cesaris presto al comando, davanti a Alain Prost e Patrick Tambay. La partenza venne annullata e tutte le vetture si riportarono lentamente sulla griglia di partenza. La corsa riprese dopo 5 minuti, accorciata, nella lunghezza, di due giri, vista la necessità di compiere un nuovo giro di formazione.
Al secondo via De Cesaris fu ancora lesto a porsi al comando al primo tornante, precedendo Alain Prost, Patrick Tambay e René Arnoux. Nel corso del primo giro si ritirò Riccardo Patrese, partito sesto, per un problema al motore. De Cesaris manteneva comodamente la testa, mentre Arnoux si vide messo sotto pressione da Nelson Piquet e Manfred Winkelhock. Il tedesco però, al 12 giro, fu costretto a una sosta ai box, per dei problemi tecnici, e scivolò fuori dalla zona dei punti.
Al giro 17 Nelson Piquet passò Arnoux all'Eau Rouge. Iniziano anche i primi cambi gomme. De Cesaris però fu penalizzato da alcune difficoltà dei suoi meccanici, e ripartì solo sesto, a venticinque secondi da Prost. Dopo di lui toccò anche ad Arnoux, che ripartì settimo. Un giro dopo andarono ai box anche Rosberg e Cheever, che rientrarono ottavo e sesto, con Jacques Laffite, in mezzo a loro.
La gara di Manfred Winkelhock terminò al ventunesimo passaggio, quando la sua ATS perse la ruota posteriore destra prima della curva Pouhon. La vettura uscì di pista, ma il pilota rimase illeso. Anche Patrick Tambay effettuò il suo cambio gomme, e rientrò quarto. Alain Prost comandava la gara, davanti a Nelson Piquet e Andrea De Cesaris. Prost perse il comando per un solo giro, dopo il suo pit stop: ritornò in pista comunque secondo. Nello stesso passaggio, al giro 23, si ritirò Arnoux.
Un giro dopo, vi fu il cambio gomme di Piquet: il brasiliano della Brabham recuperò, al rientro in pista, il terzo posto, dietro a De Cesaris, ma davanti a Tambay. La corsa dell'italiano dell'Alfa Romeo terminò poco dopo, per un guasto al motore, mentre Prost rischiò di uscire di pista, nel tentativo di doppiare Danny Sullivan.
La classifica rimase immutata fino al giro 34, quando, per un problema al cambio, Nelson Piquet dovette cedere la posizione a Patrick Tambay, e si trovò minacciato da Eddie Cheever. Quattro giri dopo anche il pilota della Renault passò il brasiliano, sul lungo rettilineo del Kemmel.
Alain Prost conquistò la sua settima vittoria, davanti a Patrick Tambay ed Eddie Cheever. All'ultimo giro Derek Warwick strappò la settima posizione a Bruno Giacomelli, che si era anche fermato a bordo pista per problemi tecnici, prima di riuscire a chiudere la gara. Andrea De Cesaris si consolò col suo primo e unico giro veloce in carriera, quattordicesimo, e ultimo, per l'Alfa Romeo. La casa italiana non otteneva tale risultato dal Gran Premio di Spagna 1951.

### Gran Premio degli Stati Uniti-Est
Dopo il giro di formazione Andrea De Cesaris segnalò che la sua Alfa Romeo si era spenta, sulla griglia di partenza. La procedura venne così interrotta, e venne lanciato un nuovo giro di formazione, mentre la gara venne accorciata di una tornata.
Al via Patrick Tambay rimase fermo in griglia, e venne fortunatamente evitato da tutti gli altri partecipanti. Nelson Piquet si pose al comando, precedendo René Arnoux, e un trio di piloti italiani Elio De Angelis, Michele Alboreto e Andrea De Cesaris. Dal problema di Tambay venne penalizzato anche Marc Surer, che partito dietro di lui, venne rallentato dalla Ferrari ferma, perdendo cinque posizioni. La scuderia italiana chiese, invano, il rifacimento della procedura di partenza, nella speranza di far ripartire Tambay. Nel corso del primo giro, intanto, De Cesaris passò Alboreto.
La gara di De Angelis s'interruppe al sesto giro, per un guasto al cambio: il pilota romano era stato comunque penalizzato per partenza anticipata. Nello stesso giro si ritirò anche Eddie Cheever, che fermò la sua monoposto all'entrata del tunnel, in posizione alquanto pericolosa. Due giri dopo Alboreto cedette la quarta piazza a Keke Rosberg.
Favorito da una diversa strategia di gara, che prevedeva il rifornimento a metà gara, René Arnoux conquistò la testa della gara al decimo giro. Il giro seguente Rosberg scalò ancora una posizione, passando De Cesaris, per il terzo posto. Al giro 12 Surer raccolse un detrito che, infilatosi nel radiatore, ne surriscaldò l'acqua, che iniziò a cadere sulla pista. I commissari esposero la bandiera di segnalazione, che costrinse il pilota elvetico ai box. Un De Cesaris in crisi perse ancora due posizioni, a favore di Alboreto e Derek Warwick.
Al giro 20 Keke Rosberg conquistò il secondo posto, passando Piquet. La gara di Warwick venne interrotta al giro 25, quando, al momento del rifornimento, il suo motore iniziò a perdere potenza. Al trentesimo passaggio vi furono i rifornimenti per Arnoux, Rosberg e De Cesaris. La sosta del francese fu molto rapida, tanto che Arnoux rientrò in pista ancora primo; il finlandese invece sperimentò dei problemi per una ruota, e venne rimandato in pista quinto. La classifica vedeva perciò René Arnoux primo, poi Nelson Piquet, Michele Alboreto, Jacques Laffite, Keke Rosberg e John Watson.
Il colpo di scena di presentò al giro 32 quando Arnoux si trovò costretto al ritiro per un problema all'iniezione. Nello stesso passaggio De Cesaris, nel tentativo di passare Thierry Boutsen terminò in una via di fuga, e chiese l'aiuto dei commissari per riprendere la pista, scendendo in undicesima posizione. Jacques Laffite effettuò la sua sosta, rientrando quinto.
La gara di Nelson Piquet fu regolare fino al giro 51, quando una foratura alla posteriore sinistra lo levò dai piani della graduatoria. Passò a condurre Michele Alboreto, seguito da Keke Rosberg e John Watson. Dopo la sosta, per la sostituzione dello pneumatico, il brasiliano della Brabham rientrò in gara quarto.
La classifica rimase congelata negli ultimi giri. Alboreto conquistò così la sua seconda vittoria nel mondiale, la ventitreesima e ultima per la Tyrrell. Essa fu anche la sola del motore Ford Cosworth DFY.

### Gran Premio del Canada
Il Gran Premio partì in ritardo di trenta minuti per un guasto all'impianto elettrico di tutta l'area metropolitana. Alla partenza René Arnoux mantenne la testa della corsa, seguito da Riccardo Patrese, Alain Prost, Nelson Piquet e Patrick Tambay. Già nel corso dei primi giri si registrano i ritiri di Jean-Pierre Jarier, Marc Surer e Elio De Angelis. Nel frattempo Piquet si portò in terza posizione, mentre Rosberg, dopo aver superato Giacomelli, si portò all'ottavo posto, iniziando un lungo duello con Andrea De Cesaris, con grande partecipazione ed apprezzamento del pubblico.
Arnoux, intanto, riusciva a guadagnare circa mezzo secondo al giro sugli inseguitori, imponendo un ritmo gara elevatissimo. Prost, attorno al decimo giro, cominciò ad accusare un calo di potenza del motore, così Tambay e Eddie Cheever riuscirono ad avere la meglio su di lui. Contemporaneamente Rosberg rischiò di spegnere il propulsore, perdendo dieci secondi nei confronti di De Cesaris, ma riuscì comunque a recuperarli nel giro di poche tornate, complice un calo di potenza di mille giri del motore del pilota romano, ed effettuò il sorpasso nel corso del sedicesimo giro. Due tornate più tardi il romano venne superato pure da Jacques Laffite. Intanto, Piquet fu costretto al ritiro. Nel corso del ventesimo giro, poi, Tambay cominciò ad accusare problemi di alimentazione, forse dovuti ad un violento salto su un cordolo, e venne superato da Cheever. Il problema, però, si risolse da solo alcuni passaggi più tardi.
Al trentacinquesimo giro cominciarono le soste ai box, con Prost e De Cesaris che rifornirono per primi, seguiti da Arnoux, che lasciò il comando della corsa a Patrese, rientrato per il pit stop due giri dopo. Terminate le soste, il francese della Ferrari riprese la testa della gara, seguito dall'italiano della Brabham, in duello con Cheever. Contemporaneamente De Cesaris, Giacomelli e Derek Warwick furono costretti al ritiro. Patrese, in difficoltà con il cambio, venne superato da Tambay e Prost, venendo poi costretto ad abbandonare nel corso del cinquantaseiesimo giro. Rosberg, intanto, era riuscito a rimontare fino al quarto posto, mentre per l'ultimo posto disponibile si scatena un duello tra John Watson e Thierry Boutsen, con il belga che ebbe la peggio danneggiando la propria vettura. Le posizioni rimasero quindi invariate con Arnoux che vinse davanti a Cheever, Tambay, Rosberg, Prost e Watson.

### Gran Premio di Gran Bretagna

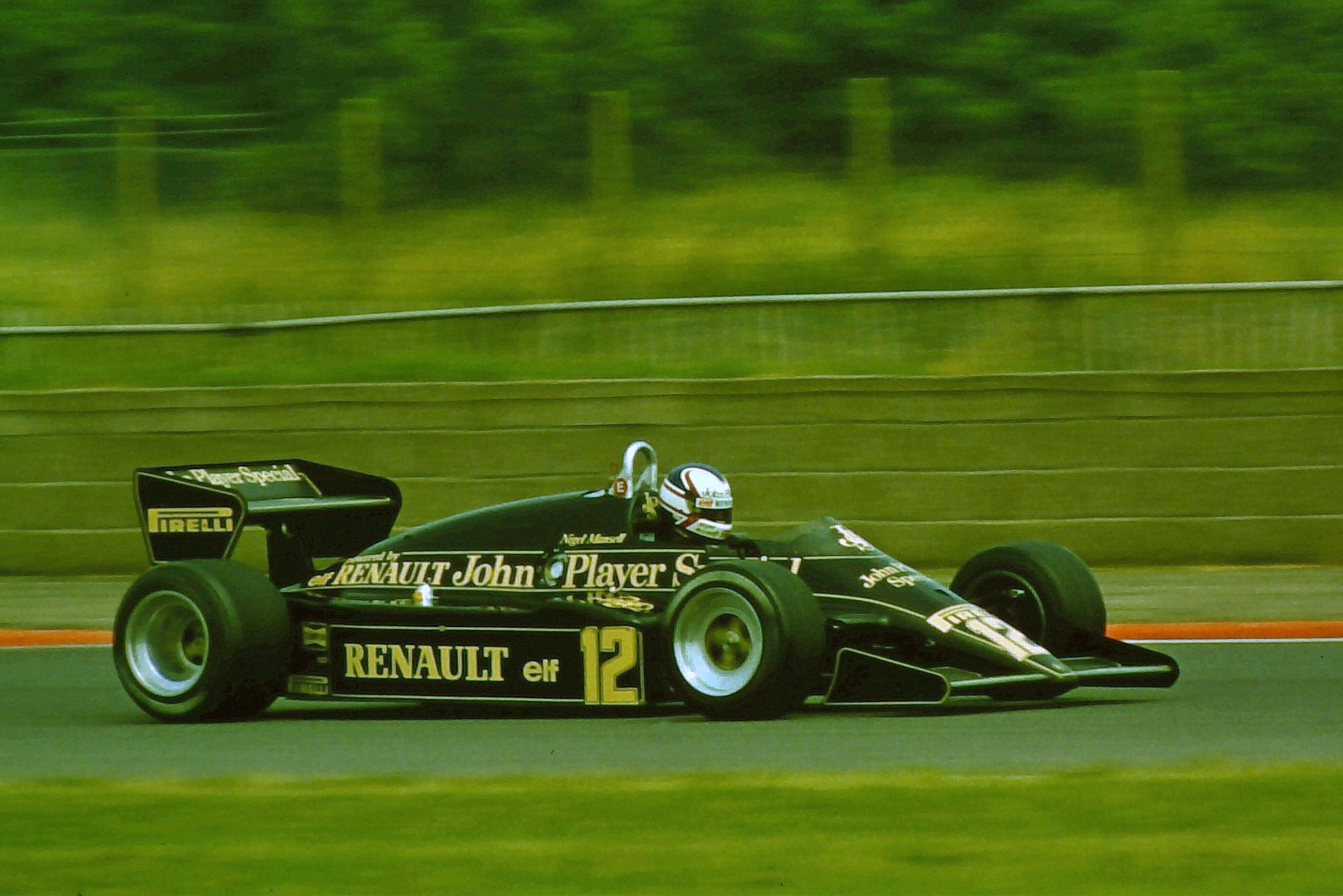
La Lotus portò all'esordio, nel GP di Gran Bretagna, la nuova 94T. Nigel Mansell, che poté provarla solo nel warm up, chiuse ai piedi del podio.

Alla partenza vi fu subito un duello tra le due Ferrari, dove Patrick Tambay riuscì a prevalere su René Arnoux; terzo si pose Alain Prost, seguito da Riccardo Patrese, Eddie Cheever e Nelson Piquet; Elio De Angelis, autore di una cattiva partenza, era solo settimo. L'italiano passerà però Piquet nel corso del primo giro. La gara di De Angelis si interruppe già al secondo giro, quando fu costretto al ritiro per la rottura del condotto dell'alimentazione: la benzina provocò un incendio al motore.
Al quarto giro anche Cheever fu costretto all'abbandono, per la rottura di un giunto. La gara proseguì nei giri seguenti con le Ferrari che, veloci sul dritto, perdevano nei confronti delle altre nelle curve. Alain Prost si avvicinò a René Arnoux, mentre al nono giro, Riccardo Patrese, quarto, fu costretto al ritiro, nono su nove gare, per un motore in panne.
Arnoux venne passato da Prost al giro 14: il pilota della Renault sorprese il connazionale alla Copse. Dietro al ferrarista, intanto, si fece minaccioso anche Piquet. Il brasiliano, approfittando del doppiaggio di Arnoux su Thierry Boutsen, passò il francese, e s'installò al terzo posto. La gara era sempre comandata da Tambay, che però vedeva vicino Prost.
Al ventesimo giro Alain Prost passò Tambay, ancora una volta alla Copse, e s'involò al primo posto, mentre, dietro René Arnoux soffriva il deperimento delle prestazioni degli pneumatici. Le coperture della Goodyear, utilizzate dalla Ferrari, non riuscivano a garantire una buona tenuta, stante il grande caldo in cui si effettuò la gara.
Al trentunesimo passaggio anche Nelson Piquet passò Patrick Tambay: prima tentò di sorprenderlo alla Becketts, in seguito alla Stowe, infine ebbe la meglio all'altezza della curva Woodcote. La classifica vedeva sempre in testa Prost, seguito da Piquet, Tambay, Arnoux, De Cesaris, Mansell, Lauda, Baldi e Watson.
Al giro 32 René Arnoux si fermò per il cambio gomme, e il rabbocco di carburante. Rientrò in pista settimo. Due giri dopo toccò anche ad Andrea De Cesaris: un problema alla frizione non gli permise però di rientrare in gara velocemente, tanto da scalare al dodicesimo posto.
Dopo le soste di Prost e Tambay, Nelson Piquet si trovò in testa alla gara, seguito da Prost, ma con Nigel Mansell scalato al terzo posto, davanti a Tambay, Arnoux e Winkelhock. Il brasiliano fece la sua sosta al quarantaduesimo giro: uscendo dai box però trovò la vettura di Raul Boesel, che procendendo lentamente nella corsia dei box, ne rallentò il rientro in pista. Piquet scalò perciò terzo, dietro ad Alain Prost e Mansell. Dopo la sosta del pilota inglese della Lotus, lo stesso scalò quinto, dietro a Patrick Tambay e René Arnoux.
Arnoux era di nuovo alle prese con problemi alle gomme, tanto che Mansell gli si avvicinò presto. Dovette rinunciare al sorpasso al giro 47, per la presenza di un doppiato, ma ebbe successo solo un giro dopo. Sempre al giro 47 Manfred Winkelhock, che scontava problemi tecnici alla sua ATS-BMW, venne passato da Niki Lauda, prima di abbandonare il gran premio due giri dopo. Nigel Mansell, intanto, riuscì a ridurre le distanze anche da Tambay, fino a quando, negli ultimi giri, fu rallentato da alcuni doppiaggi.
Alain Prost vinse per la terza volta in stagione, precedendo Nelson Piquet e Patrick Tambay; Nigel Mansell giunse quarto, mentre Niki Lauda, sesto, fu il primo pilota a guidare una vettura non con motore turbo, distanziato però di un giro dal vincitore.

### Gran Premio di Germania
Patrick Tambay mantenne il comando della gara, davanti al compagno di scuderia René Arnoux, poi Andrea De Cesaris, Nelson Piquet e le due Renault; la difficile partenza delle Toleman provocò confusione nella pancia del gruppo, tanto che Keke Rosberg dovette sorpassarle passando sull'erba. Già nel corso del primo passaggio Piquet passò De Cesaris.
René Arnoux prese il comando della gara al secondo giro; dietro, Andrea De Cesaris, venne passato prima da Alain Prost, poi, dopo un bel duello, anche da Eddie Cheever. Il pilota dell'Alfa Romeo cedette, al settimo giro, ancora una posizione, questa volta a Riccardo Patrese.
Al decimo giro, dei problemi al motore, costrinsero Patrick Tambay a fermarsi ai box: gli vennero montate nuove candele, ma la gara del francese terminò dopo poco. Anche Prost soffriva di noie tecniche; sulla sua vettura era mancata la prima marcia.
Al diciassettesimo giro terminò anche la gara per Derek Warwick. L'inglese, che era settimo, si ritirò per un guasto al propulsore Hart. Tre giri dopo Prost, a cui erano sorti problemi anche per l'uso della quinta marcia, si fermò per il rabbocco di carburante e il cambio degli pneumatici: rientrò in pista sesto. Al ventitreesimo giro fu il turno, della sosta, del leader della gara, Arnoux. La velocità dei meccanici della Ferrari permisero al pilota di rientrare in pista secondo, alle spalle del solo Nelson Piquet. Dietro al francese c'era invece Andrea De Cesaris, che aveva ripassato Patrese.
Al giro 24 vi fu la sosta per Cheever, seguito, al giro 26 da De Cesaris. Piquet rimaneva al comando, davanti ad Arnoux, Patrese, Cheever, Prost, De Cesaris. Riccardo Patrese si fermò al ventinovesimo passaggio, ma rientrò in pista davanti a De Cesaris. Nello stesso giro effettuò la sosta anche Niki Lauda, che però giunse lungo alla sua piazzola, e venne aiutato dai meccanici a fermare la monoposto nel punto migliore per il rifornimento.
Nelson Piquet si fermò al giro 31; la velocità dei suoi meccanici non fu sufficiente per consentire di fargli mantenere la prima posizione, in cui tornò René Arnoux. Nello stesso giro Andrea De Cesaris passò nuovamente Patrese, mentre, poco dopo, il pilota dell'Alfa approfittò dei guai al cambio di Prost, per salire in quarta posizione. Il francese fece passare, al giro 33, anche Patrese.
La gara di Eddie Cheever si interruppe al giro 39, quando un problema alla pompa della benzina lo costrinse all'abbandono. De Cesaris scalò così in terza posizione. Al quarantaduesimo giro, dalla vettura di Nelson Piquet, iniziò a fuoriuscire della benzina, a causa della rottura del filtro del carburante. Il motore turbo BMW del brasiliano andò in fiamma, costringendolo ad abbandonare il gran premio.
Negli ultimi giri si verificarono dei problemi sia sulla vettura di René Arnoux (al motore) che su quella di De Cesaris (rottura di una guarnizione). Ciò non impedì al francese di vincere per la sesta volta nel mondiale. Due italiani, Andrea De Cesaris e Riccardo Patrese, completarono il podio. Per Patrese fu il primo arrivo a punti in stagione, dopo 9 ritiri (anche se era stato classificato in una gara).

### Gran Premio d'Austria
Patrick Tambay mantenne il comando del gran premio al via, mentre Alain Prost attaccò, ma senza successo, René Arnoux; più dietro, Nigel Mansell riuscì a passare sia il pilota della Renault che Riccardo Patrese, mentre Nelson Piquet era terzo; l'altro pilota della Lotus, Elio De Angelis fu vittima di un incidente, e costretto al ritiro. Nel corso del primo giro vi fu un contatto tra la vettura di Jacques Laffite e quella di Piercarlo Ghinzani; l'Osella, a sua volta, colpì l'Arrows di Marc Surer che, finendo in testacoda, venne colpita dalla monoposto di Danny Sullivan. Corrado Fabi fu perciò costretto a una brusca frenata, tanto da non poter essere evitato da John Watson, che danneggiò l'alettone anteriore. Surer e Sullivan si ritirarono. Sempre nel corso del primo giro Prost prese il quarto posto a Mansell. L'inglese cedette, nel giro seguente, anche a Patrese.
Al nono giro, nelle retrovie, Michele Alboreto, in un tentativo di sorpasso, mandò in testacoda la vettura di Johansson. Lo svedese poté ripartire, mentre l'italiano, con una sospensione rotta, fu costretto all'abbandono. Al giro 14 anche l'altro pilota italiano, Mauro Baldi, mentre era ottavo, dovette gettare la spugna, per un problema tecnico.
Sfruttando dei doppiaggi, al sedicesimo giro, Alain Prost attaccò Nelson Piquet, alla chicane Parmalat. Le due auto vennero a contatto, ma Prost fu comunque in grado di sopravanzare il brasiliano, che però, si rifece dopo poche centinaia di metri, alla Bosch. Il giro seguente, l'altro pilota della Renault, Eddie Cheever, strappò il sesto posto a Mansell, che scontava problemi di degrado sugli pneumatici. Al ventiduesimo giro, Patrick Tambay, penalizzato da un lento doppiggio su Jean-Pierre Jarier, fu prima passato da René Arnoux, poi da Nelson Piquet. Nello stesso giro Prost si fermò ai box, mentre Andrea De Cesaris passò Mansell.
Al giro 27 si fermò anche Cheever, mentre al giro 28 fu il turno per il leader della corsa, René Arnoux e per Patrese. La classifica vedeva al comando Nelson Piquet, seguito da Tambay, Arnoux, De Cesaris, Prost, Cheever e Mansell.
Nei giri seguenti Tambay mise sotto pressione Piquet, costringendolo anche a mettere una ruota sull'erba, prima di passarlo alla Glatzkurve al trentunesimo giro. La gara del ferrarista terminò pochi metri dopo, quando una perdita d'olio lo costrinse all'abbandono. Nello stesso giro terminò la gara anche Patrese, per la mancanza d'acqua nel motore. Sempre al giro 31 Nigel Mansell effettuò la sua sosta.
Piquet attese il giro 32 per il cambio gomme: rientrò in pista primo, ma a gomme fredde, venne attaccato da Arnoux, che però non riuscì a cogliere il sorpasso. Andrea De Cesaris non riuscì a raggiungere i box, per la sua sosta, per la mancanza di benzina, e abbandonò così la gara. Dietro ai due battistrada si trovarono, perciò, le due Renault di Prost e Cheever, seguite da Mansell, Lauda e Jarier.
Dal trentasettesimo giro la Brabham di Piquet subì una perdita di potenza del motore BMW, col brasiliano che dovette ridurre la pressione di sovralimentazione. Nei due giri successivi Piquet dovette cedere prima ad Arnoux, poi, dopo un duro duello, anche a Prost.
Al quarantottesimo giro René Arnoux ebbe un'esitazione alla Flatschach (anche a causa di un problema alla quarta marcia), e venne passato da Alain Prost, che condivideva lo stesso problema tecnico del ferrarista. Alain Prost s'impose, per la nona volta nel mondiale, precedendo René Arnoux, che vide cedere il suo motore pochi metri dopo il traguardo. Terzo terminò Piquet, che seppe resistere, con la vettura limitata dai problemi al turbo, al ritorno di Cheever.

### Gran Premio d'Olanda

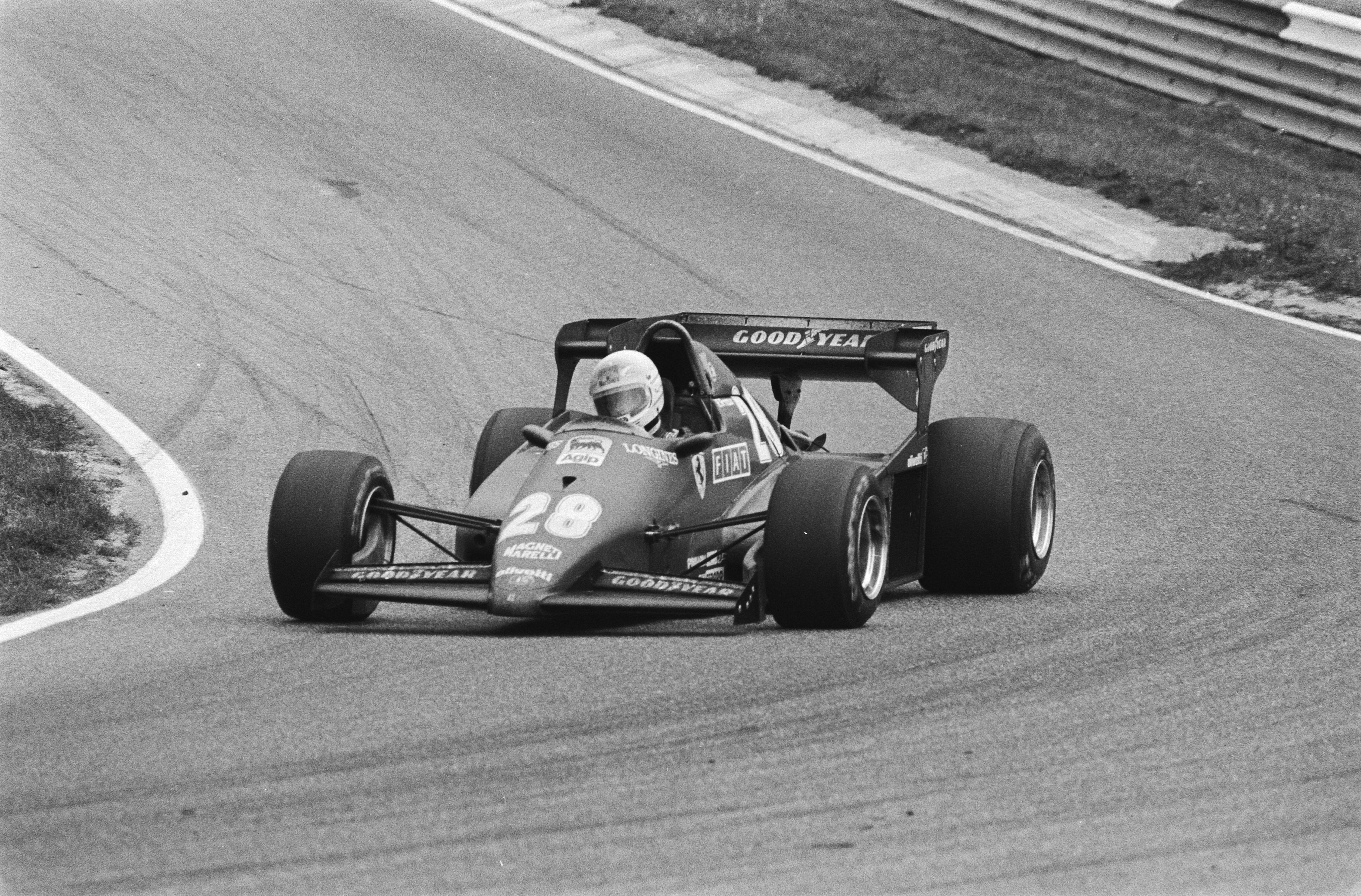
René Arnoux colse a Zandvoort la sua ultima vittoria nel mondiale di F1.

Al via Nelson Piquet mantenne il comando della gara, seguito dalle due Renault, Riccardo Patrese, Andrea De Cesaris, Elio De Angelis e René Arnoux. Nigel Mansell, nel tentativo di passare Patrese, uscì di pista, perdendo diverse posizioni. Chi fu autore di una partenza ben peggiore fu Patrick Tambay, che si ritrovò solo ventunesimo. Arnoux, al giro 2, passò De Angelis.
Al quinto giro Prost prese la seconda posizione al compagno di team Cheever, mentre si ritirò De Cesaris, per l'esplosione del turbo. All'ottavo giro Cheever, che scontava dei problemi al propulsore, cedette un'altra posizione, questa volta a Patrese. Lo statunitense tentò, senza successo, di riprendersi la terza posizione, al giro seguente. Poco dopo si ritirò anche De Angelis, mentre era al settimo posto.
Al giro 15, alla prima curva del tracciato, René Arnoux sorpassò Cheever, che così scalò quinto. Nelson Piquet continuava a comandare il gran premio, con sei secondi e sei decimi di vantaggio su Alain Prost e oltre quattordici sull'altro pilota della Brabham, Patrese. Al giro 21, sfruttando un doppiaggio, Arnoux cercò di sorprendere Patrese, ma il pilota padovano riuscì a mantenere il terzo posto. Il ferrarista si rifece, però, il giro dopo.
Al ventisettesimo giro Nigel Mansell errò nella frenata, al momento di un tentativo di sorpasso a Derek Warwick, andò in testacoda, e terminò la sua gara nella via di fuga. Al giro 32, un errore di cambiata di Patrese, permise a Eddie Cheever di recuperare il quarto posto. Un giro dopo, Warwick, che era sesto, effettuò una lunga sosta per il rabbocco di carburante: ciò lo fece scendere al dodicesimo posto.
Nei giri successivi Prost si avvicinò a Piquet, mentre, al giro 38, fu il turno della sosta per Cheever. Ciò consentì a Patrick Tambay di entrare in zona punti, dopo una lunga rimonta. Il giro seguente, l'altro ferrarista, Arnoux, effettuò il suo pit stop: fu così rapido che rientrò in gara sempre terzo.
Al giro 40 Cheever decise di ritirarsi, per i problemi al motore. Giunto ai box venne invitato a proseguire la gara dai membri della sua scuderia: uscendo dai box lo statunitense colpì il tecnico della ATS Gustav Brunner; Cheever proseguì il gran premio, mentre Brunner venne soccorso dai meccanici della ATS. La gara di Cheever terminò dopo un giro. Anche Patrese effettuò una sosta rapida, rientrando sesto, dietro a Tambay.
Al quarantaduesimo giro vi fu la svolta della gara: Alain Prost attaccò Nelson Piquet alla curva Tarzan, bloccò però le ruote anteriori: la vettura si intraversò e colpì quella di Piquet. Il brasiliano perse il controllo della sua Brabham, e terminò nella via di fuga, ritirandosi. Prost proseguì, ma poche centinaia di metri dopo, un nuovo bloccaggio delle ruote lo costrinse all'uscita di pista, e al primo abbandono della stagione.
René Arnoux si trovò al comando della gara, davanti a Riccardo Patrese, Patrick Tambay, John Watson e Derek Warwick. Le soste di Tambay e Watson non modificarono la classifica.
Al cinquantunesimo giro Manfred Winkelhock venne fermato dai commissari con le bandiere nere, per i sorpassi effettuati durante il giro di formazione. Arnoux comandava la gara con un ampio margine, anche se si lamentò, durante un doppiaggio di Bruno Giacomelli, dell'atteggiamento del pilota della Toleman.
Negli ultimi giri, approfittando della perdita di potenza del motore BMW della vettura di Patrese, Patrick Tambay si avvicinò all'italiano, passandolo al giro 67. La situazione del pilota padovano era al limite del ritiro: scelse però di proseguire, dovendo però cedere diverse posizioni negli ultimi giri.
René Arnoux vinse per la settima, e ultima volta, nel mondiale di F1. Precedette il compagno di team Patrick Tambay, con la Scuderia Ferrari che colse la sua trentaseiesima doppietta. John Watson colse il ventesimo, e ultimo podio, in F1. Derek Warwick chiuse quarto cogliendo i primi punti per lui, per la Toleman e per i motori Hart.

### Gran Premio d'Italia

Nelson Piquet si aggiudicò il Gran Premio a Monza; fu la sua nona vittoria in una gara iridata.

Al termine del warm up, Alain Prost decise di affrontare la gara col muletto, che gli aveva consentito di essere il più rapido nelle libere della domenica mattina.
Riccardo Patrese mantenne il comando della gara al via, seguito da Nelson Piquet, che aveva passato le due Ferrari. Anche Eddie Cheever fu autore di un'ottima partenza, che lo portò quinto. Seguivano De Cesaris, Prost e De Angelis. Nelle retrovie la due Toleman ebbero un cattivo start; Keke Rosberg, al fine di evitare Bruno Giacomelli, dovette portare la sua vettura oltre la linea bianca che delimitava la pista.
Tambay venne passato nel secondo giro da Arnoux, e venne attaccato da Cheever, il giro dopo. Il sopraggiungente De Cesaris mancò la frenata, colpendo l'auto del francese. Il pilota dell'Alfa Romeo terminò la gara nella via di fuga, mentre sia Tambay, che Alain Prost, che aveva sfiorato la collisione con De Cesaris, poterono proseguire il gran premio. Chi, invece, fu costretto ad abbandonare, fu Riccardo Patrese, che si trovò col motore fuori uso. Nelson Piquet si trovò così al comando, seguito da René Arnoux, Eddie Cheever, Patrick Tambay e Alain Prost.
Al quinto giro si ritirò anche Mauro Baldi, mentre era settimo. La classifica, almeno nelle prime posizioni, rimase invariata fino all'undicesimo passaggio, quando Elio De Angelis passò Prost, che subiva degli pneumatici deteriorati dalla manovra che il francese aveva fatto per evitare l'incidente con De Cesaris.
Tre giri dopo il pilota romano passò anche Tambay, anche lui limitato, da un problema al motore. Il ferrarista, al giro 23, sbagliò una manovra di doppiaggio, e terminò nella via di fuga, senza però essere costretto al ritiro. Non ne approfittò però Prost, che rimase alle spalle del connazionale. Al giro 25 sia Cheever che De Angelis effettuarono il loro rifornimento. Un giro dopo toccò ad Arnoux e Prost. Il pilota della Renault aveva però rotto una turbina del suo turbo: decise così di ritirarsi il giro seguente.
La gara era sempre comandata da Nelson Piquet, che precedeva Arnoux, Cheever, Tambay, De Angelis e Bruno Giacomelli. Cheever tentò un sorpasso, senza successo, alla prima chicane su Arnoux, mentre Piquet entrò ai box per la sua sosta. Purtroppo Niki Lauda, che aveva appena rifornito, si fermò proprio sulla piazzola della Brabham: i meccanici della scuderia britannica, con l'aiuto dello stesso Bernie Ecclestone, spinsero la vettura dell'austriaco, che poté ripartire e consentire a Piquet di effettuare il rifornimento.
Piquet rimase in testa al gran premio, riducendo però la pressione del suo turbo, per evitare avarie nella parte finale della gara; questo permise ad Arnoux e Cheever (che continuavano a duellare vicini) di avvicinarsi al brasiliano. La lotta tra il ferrarista e il pilota Renault si chetò nei giri seguenti, in quanto Eddie Cheever perse l'uso della quarta marcia. Anche Elio De Angelis scontava problemi al cambio.
Nelson Piquet conquistò la sua seconda vittoria in stagione, davanti a René Arnoux ed Eddie Cheever. Elio De Angelis conquistò i primi punti della stagione, mentre Nigel Mansell cedette la settima posizione a Giacomelli, alla Parabolica, impaurito dai tifosi che stavano già cominciando a invadere la pista per i festeggiamenti del dopo gara.

### Gran Premio d'Europa
Prima del via Riccardo Patrese ebbe un problema al motore della sua Brabham, e decise di partire col muletto, adattato però alle esigenze del suo compagno di team, Nelson Piquet.
Il pilota padovano alla partenza fu più rapido del connazionale Elio De Angelis, e si pose al comando della gara. Anche Nigel Mansell tentò di passare De Angelis alla Druids, ma senza successo; pure Eddie Cheever ebbe un buon spunto al via, ove passò le due Ferrari, e tentò anche di mettersi davanti a Nelson Piquet, che resistette all'attacco. Manfred Winkelhock si pose davanti a René Arnoux, mentre Tambay fu passato anche dall'altro pilota della Renault, Alain Prost. Al termine del primo giro la classifica recitava Patrese, De Angelis, Mansell, Piquet, Cheever, Winkelhock, Arnoux, Prost e Tambay.
Al secondo giro Prost passò sia Winkelhock che Arnoux, col tedesco che dovette cedere anche ad Arnoux. Davanti, intanto, Mansell subiva dei problemi nel mettere a temperatura gli pneumatici con Piquet e Cheever che passarono il britannico. Le difficoltà del pilota della Lotus proseguirono anche nel giro successivo, ove fu costretto a cedere anche a Prost e Arnoux.
De Angelis si pose all'attacco di Patrese, così come Prost si avvicinò a Cheever, che passò al nono giro. I primi sei avevano un buon margine sul resto del gruppo, guidato da un lento Mansell.
All'undicesimo passaggio ci fu un contatto tra i primi due; la vettura di De Angelis toccò quella di Patrese, in un tentativo di sorpasso: entrambi finirono sull'erba. Patrese ripartì subito, secondo dietro a Nelson Piquet, mentre De Angelis scalò sesto. La gara del pilota romano durò ancora due giri, quando fu costretto al ritiro col motore fuori uso.
Alain Prost si trovò, per qualche giro, dietro a Patrese, che così favoriva la fuga del compagno di team Piquet. Il francese passò il pilota della Brabham al giro 15. Cinque giri dopo René Arnoux terminò in testacoda, fermandosi sui cordoli della curva Stirling. Aiutato dai commissari rientrò in pista, ormai però staccato dalla zona dei punti.
Piquet comandava la gara davanti a Prost, staccato di dieci secondi: si era poi formato un trenino, che vedeva al comando Patrese, seguito da Cheever, Mansell, Tambay, De Cesaris e Winkelhock.
Al ventottesimo giro si ruppe una canalizzazione dell'olio sulla Tyrrell di Danny Sullivan; il pilota statunitense si accorse subito dell'incendio che stava propagandosi alla vettura, e si fermò in una via di fuga, ove i commissari poterono spegnere le fiamme.
Eddie Cheever si fermò per la sosta al giro 35, rientrando undicesimo. Nei giri seguenti si fermarono anche De Cesaris, Winkelhock e Arnoux. Al giro 38 si staccò un alettone anteriore sulla McLaren di John Watson, già danneggiato in precedenza. Il pilota britannico perse il controllo della monoposto, e sbatté contro le barriere.
Al giro 39 una lunga sosta di Patrese ai box, dovuta alle difficoltà dei meccanici a sostituirgli uno pneumatico lo fece scendere in decima posizione. Nei giri seguenti toccò anche a Prost e Mansell fermarsi per cambiare le gomme, senza particolari problemi. Al giro 43 toccò a Patrick Tambay, e al giro 44 al leader Piquet: anche in questo caso alla Brabham vi furono dei problemi nel fissaggio di una ruota, ma il brasiliano rientrò in gara primo. Dietro al brasiliano vi era Alain Prost, poi Patrick Tambay, Nigel Mansell, Eddie Cheever, Andrea De Cesaris, Derek Warwick, Bruno Giacomelli e Riccardo Patrese.
Le possibilità di arrivo ai punti per Cheever sfumarono pochi giri dopo, quando fu costretto a una sosta imprevista per un problema alla visiera del casco, che venne aggiustata con del nastro adesivo dai suoi meccanici. Lo statunitense sprofondò in classifica in quattordicesima posizione.
Prost subiva dei problemi agli pneumatici e non godeva di un motore performante, ciò che gli impedì di attaccare Piquet per il primo posto. Anche René Arnoux fu nuovamente costretto al cambio delle gomme, abbandonando così le speranze residue di marcare punti iridati. Al giro 56 entrò in azione, inavvertitamente, l'estintore sulla vettura di Warwick. Il britannico riuscì a proseguire anche se con problemi di visibilità e di sensibilità al braccio destro.
Al sessantesimo giro Mansell ebbe la meglio su Tambay, per il terzo posto alla Paddock Hill; il ferrarista aveva degli pneumatici rovinati e dei freni ormai al limite di rottura. Due giri dopo il francese uscì di pista alla Druids, a causa del bloccaggio di una ruota.
Nelson Piquet conquistò la sua decima vittoria nel mondiale di F1, davanti ad Alain Prost e Nigel Mansell. Prost comandava la classifica del mondiale piloti, con due punti di vantaggio su Piquet.

### Gran Premio del Sudafrica
Al via le Brabham di Nelson Piquet e Riccardo Patrese presero il comando, rubando la prima posizione a Patrick Tambay; alla Crowthorne Andrea De Cesaris passò Alain Prost, per il quarto posto. Seguivano Keke Rosberg, René Arnoux e Elio De Angelis. Nel secondo giro Tambay dovette cedere anche a De Cesaris e Prost. Sempre al giro 2 Jacques Laffite finì la sua gara, per un incidente, dopo essere stato tamponato da Eddie Cheever.
Al quinto giro Niki Lauda prese la settima posizione ad Arnoux e, un giro dopo, passò anche Keke Rosberg. De Angelis, nel frattempo, viene passato da diverse vetture, a causa di un guasto al propulsore. Al nono giro Prost passò De Cesaris, mentre Lauda sorpassò anche l'altro ferrarista, Tambay, che aveva dei problemi con gli pneumatici. Nello stesso giro terminò la sua gara René Arnoux, uno dei tre piloti in lizza per il titolo, col motore fuori uso.
La rincorsa di Lauda proseguì al giro 12, quando superò De Cesaris e si trovò quarto, dietro alle due Brabham e Prost. Con questa classifica Piquet si sarebbe assicurato il titolo, con 3 punti di margine sul francese della Renault. Al giro 18 Lauda entrò sul podio virtuale, passando Prost. Al ventesimo giro viene esposta la bandiera nera per Watson.
Al ventottesimo passaggio Nelson Piquet andò ai box per il cambio gomme: rientrò in pista sempre primo, davanti a Patrese e Lauda. Al trentaquattresimo passaggio anche Lauda andò al cambio gomme, rientrando in gara solo settimo. Due giri dopo Alain Prost si ritirò, per un problema al turbo. Ormai solo un ritiro poteva levare a Piquet il suo secondo titolo mondiale. Piquet guidava sempre il gran premio, davanti a Patrese, De Cesaris, Tambay, Lauda e Warwick.
Tra il giro 41 e il 47 fecero la loro sosta De Cesaris, Tambay e Patrese. Ciò permise a Lauda di scalare terzo, dietro alle due Brabham. Keke Rosberg settimo, al giro 48, riuscì a sdoppiarsi, in quanto Piquet aveva rallentato il ritmo di gara. Al giro 56 si fermò anche Patrick Tambay, anche lui fermato da un guasto al turbo. Poco dopo anche Bruno Giacomelli fu costretto all'abbandono, con le fiamme che si levavano dal motore della sua Toleman.
Al sessantesimo giro Riccardo Patrese venne lasciato passare da Piquet, portandosi in testa alla gara. Al giro 69 Niki Lauda prese il secondo posto al brasiliano, alla The Kink. Piquet ora si trovava vicino anche De Cesaris, mentre proseguiva la lotta tra Rosberg e Cheever per la sesta posizione.
Negli ultimi giri Niki Lauda si lanciò all'inseguimento di Patrese, ma dovette desistere per un corto circuito della sua batteria, ritirandosi. Piquet riconquistò così la seconda posizione, che però perse presto, passato da Andrea De Cesaris.
La classifica non mutò fino al termine. Dietro alla doppietta di piloti italiani, Nelson Piquet, col terzo posto, si aggiudicò il suo secondo titolo mondiale. Derek Warwick chiuse quarto davanti a Rosberg.

### Lo scandalo della benzina
Nel dicembre 1983 venne rese pubblica una lettera, inviata da Bernie Ecclestone, patron della Brabham, a Renault e Ferrari, in cui riconosceva che la benzina utilizzata dal team superava il numero di ottani permesso. Il valore era di 102,90, contro il 102,51, massimo livello tollerato. Ecclestone affermava che l'errore era stato fatto in buona fede, e che ciò non avrebbe inciso sulle prestazioni delle monoposto. La FISA si difese affermando che i test effettuati, nel corso del Gp d'Italia dall'Institut français du pétrole, confermavano che il carburante aveva un numero di ottani all'interno della forchetta di ammissibilità, stabilita dai criteri tecnici.
La Renault decise però di non procedere con un reclamo. Anche se in tutto quell'anno ci furono molte polemiche sulle benzine. Risultò che la Brabham utilizzasse benzina irregolare a causa del numero di ottano superiore alla norma. Ma emersero dei dubbi anche sui metodi di verifica delle benzine e sullo stesso regolamento che ammetteva benzine di diverso tipo per le gare extraeuropee, si veniva al paradosso che nel Gran Premio del Sudafrica le Brabham usassero benzina con numero di ottano superiore alla norma, ma altri concorrenti usavano benzina avio, ammessa dal regolamento per quelle gare, con numero di ottano ancora maggiore. Alla fine Ecclestone ammise l'uso di benzina irregolare ma dichiarando la buona fede e scusandosi con i principali avversari Ferrari e Renault, che non sporsero reclamo permettendo la convalida del titolo. A distanza di anni Ecclestone ha dichiarato che quella lettera di scuse fu voluta in particolare dalla Renault anche per giustificare la loro sconfitta. In effetti lo smacco per i francesi fu enorme dopo essere stati vicini a vincere per la prima volta il mondiale, con una vettura tutta costruita in Francia e con un pilota francese. Va anche detto che anche la Ferrari era stata messa sotto accusa per un sistema (poi vietato) che miscelava acqua alla benzina.

## Risultati

### Risultati dei gran premi
| N° | Gara                                | Circuito          | Pole position    | Giro più veloce   | Pilota vincitore | Costruttore   | Resoconto |
| -- | ----------------------------------- | ----------------- | ---------------- | ----------------- | ---------------- | ------------- | --------- |
| 1  | Gran Premio del Brasile             | Jacarepaguá       | Keke Rosberg     | Nelson Piquet     | Nelson Piquet    | Brabham-BMW   | Resoconto |
| 2  | Gran Premio degli Stati Uniti-Ovest | Long Beach        | Patrick Tambay   | Niki Lauda        | John Watson      | McLaren-Ford  | Resoconto |
| 3  | Gran Premio di Francia              | Le Castellet      | Alain Prost      | Alain Prost       | Alain Prost      | Renault       | Resoconto |
| 4  | Gran Premio di San Marino           | Imola             | René Arnoux      | Riccardo Patrese  | Patrick Tambay   | Ferrari       | Resoconto |
| 5  | Gran Premio di Monaco               | Monaco            | Alain Prost      | Nelson Piquet     | Keke Rosberg     | Williams-Ford | Resoconto |
| 6  | Gran Premio del Belgio              | Spa-Francorchamps | Alain Prost      | Andrea De Cesaris | Alain Prost      | Renault       | Resoconto |
| 7  | Gran Premio degli Stati Uniti-Est   | Detroit           | René Arnoux      | John Watson       | Michele Alboreto | Tyrrell-Ford  | Resoconto |
| 8  | Gran Premio del Canada              | Montreal          | René Arnoux      | Patrick Tambay    | René Arnoux      | Ferrari       | Resoconto |
| 9  | Gran Premio di Gran Bretagna        | Silverstone       | René Arnoux      | Alain Prost       | Alain Prost      | Renault       | Resoconto |
| 10 | Gran Premio di Germania             | Hockenheimring    | Patrick Tambay   | René Arnoux       | René Arnoux      | Ferrari       | Resoconto |
| 11 | Gran Premio d'Austria               | Österreichring    | Patrick Tambay   | Alain Prost       | Alain Prost      | Renault       | Resoconto |
| 12 | Gran Premio d'Olanda                | Zandvoort         | Nelson Piquet    | René Arnoux       | René Arnoux      | Ferrari       | Resoconto |
| 13 | Gran Premio d'Italia                | Monza             | Riccardo Patrese | Nelson Piquet     | Nelson Piquet    | Brabham-BMW   | Resoconto |
| 14 | Gran Premio d'Europa                | Brands Hatch      | Elio De Angelis  | Nigel Mansell     | Nelson Piquet    | Brabham-BMW   | Resoconto |
| 15 | Gran Premio del Sudafrica           | Kyalami           | Patrick Tambay   | Nelson Piquet     | Riccardo Patrese | Brabham-BMW   | Resoconto |

### Risultati delle qualifiche
| Nº | Pilota                 | BRA | USW | FRA | SMR | MON | BEL | USE | CAN | GBR | GER | AUT | NED | ITA | EUR | ZAF |
| -- | ---------------------- | --- | --- | --- | --- | --- | --- | --- | --- | --- | --- | --- | --- | --- | --- | --- |
| 1  | Keke Rosberg           | 1   | 3   | 16  | 11  | 5   | 9   | 12  | 9   | 13  | 12  | 15  | 23  | 16  | 16  | 6   |
| 2  | Jacques Laffite        | 19  | 4   | 18  | 16  | 8   | 11  | 20  | 13  | 20  | 15  | 24  | 17  | NQ  | NQ  | 10  |
| 3  | Michele Alboreto       | 11  | 7   | 15  | 13  | 11  | 17  | 6   | 17  | 16  | 16  | 18  | 18  | 24  | 28  | 18  |
| 4  | Danny Sullivan         | 21  | 9   | 24  | 22  | 20  | 23  | 16  | 22  | 23  | 21  | 23  | 26  | 22  | 20  | 19  |
| 5  | Nelson Piquet          | 4   | 20  | 6   | 2   | 6   | 4   | 2   | 3   | 6   | 4   | 4   | 1   | 4   | 4   | 2   |
| 6  | Riccardo Patrese       | 7   | 11  | 3   | 5   | 17  | 6   | 15  | 5   | 5   | 8   | 6   | 6   | 1   | 2   | 3   |
| 7  | John Watson            | 16  | 22  | 14  | 24  | NQ  | 20  | 21  | 20  | 24  | 23  | 17  | 15  | 15  | 10  | 15  |
| 8  | Niki Lauda             | 9   | 23  | 12  | 18  | NQ  | 15  | 18  | 19  | 15  | 18  | 14  | 19  | 13  | 13  | 12  |
| 9  | Manfred Winkelhock     | 25  | 24  | 10  | 7   | 16  | 7   | 22  | 7   | 8   | NQ  | 13  | 9   | 9   | 9   | 8   |
| 11 | Elio De Angelis        | P   | 5   | 5   | 9   | 19  | 13  | 4   | 11  | 4   | 11  | 12  | 13  | 8   | 1   | 11  |
| 12 | Nigel Mansell          | 22  | 13  | 18  | 15  | 14  | 19  | 14  | 18  | 18  | 17  | 3   | 5   | 11  | 3   | 7   |
| 15 | Alain Prost            | 2   | 8   | 1   | 4   | 1   | 1   | 13  | 2   | 3   | 5   | 5   | 4   | 5   | 8   | 5   |
| 16 | Eddie Cheever          | 8   | 15  | 2   | 6   | 3   | 8   | 7   | 6   | 7   | 6   | 8   | 11  | 7   | 7   | 14  |
| 17 | Eliseo Salazar         | 26  | 25  | NQ  | NQ  | NQ  | NQ  |     |     |     |     |     |     |     |     |     |
| 18 | Jean-Louis Schlesser   |     |     | NQ  |     |     |     |     |     |     |     |     |     |     |     |     |
| 18 | Jacques Villeneuve Sr. |     |     |     |     |     |     |     | NQ  |     |     |     |     |     |     |     |
| 18 | Kenny Acheson          |     |     |     |     |     |     |     |     | NQ  | NQ  | NQ  | NQ  | NQ  | NQ  | 24  |
| 22 | Andrea De Cesaris      | 16  | 19  | 7   | 8   | 7   | 3   | 8   | 8   | 9   | 3   | 11  | 8   | 6   | 14  | 9   |
| 23 | Mauro Baldi            | 10  | 21  | 8   | 10  | 13  | 12  | 25  | 26  | 11  | 7   | 9   | 12  | 10  | 15  | 17  |
| 25 | Jean-Pierre Jarier     | 12  | 10  | 20  | 19  | 9   | 21  | 19  | 16  | 25  | 19  | 20  | 22  | 19  | 22  | 21  |
| 26 | Raul Boesel            | 17  | 26  | 25  | 25  | 18  | 26  | 23  | 24  | 22  | 25  | NQ  | 24  | NQ  | 23  | 23  |
| 27 | Patrick Tambay         | 3   | 1   | 11  | 3   | 4   | 2   | 3   | 4   | 2   | 1   | 1   | 2   | 2   | 6   | 1   |
| 28 | René Arnoux            | 6   | 2   | 4   | 1   | 2   | 5   | 1   | 1   | 1   | 2   | 2   | 10  | 3   | 5   | 4   |
| 29 | Marc Surer             | 20  | 16  | 21  | 12  | 12  | 10  | 5   | 14  | 19  | 20  | 22  | 14  | 20  | 17  | 22  |
| 30 | Chico Serra            | 23  |     | 26  | 20  | 15  |     |     |     |     |     |     |     |     |     |     |
| 30 | Alan Jones             |     | 12  |     |     |     |     |     |     |     |     |     |     |     |     |     |
| 30 | Thierry Boutsen        |     |     |     |     |     | 18  | 10  | 15  | 17  | 14  | 19  | 21  | 18  | 18  | 20  |
| 31 | Corrado Fabi           | 24  | NQ  | 23  | 26  | NQ  | 24  | NQ  | 25  | NQ  | NQ  | 26  | 25  | 25  | NQ  | 25  |
| 32 | Piercarlo Ghinzani     | NQ  | NQ  | NQ  | NQ  | NQ  | NQ  | 24  | NQ  | P   | 26  | 25  | NQ  | 23  | 24  | 26  |
| 33 | Roberto Guerrero       | 14  | 18  | 22  | 21  | NPQ | 14  | 11  | 21  | 21  | 24  | 21  | 20  | 21  | 21  |     |
| 34 | Johnny Cecotto         | 19  | 17  | 17  | 23  | NPQ | 25  | 26  | 23  | NQ  | 22  | NQ  | NQ  | 26  |     |     |
| 35 | Derek Warwick          | 5   | 6   | 9   | 14  | 10  | 22  | 9   | 12  | 10  | 9   | 10  | 7   | 12  | 11  | 13  |
| 36 | Bruno Giacomelli       | 15  | 14  | 13  | 17  | NQ  | 16  | 17  | 10  | 12  | 10  | 7   | 13  | 14  | 12  | 16  |
| 40 | Stefan Johansson       |     |     |     |     |     |     |     |     | 14  | 13  | 16  | 16  | 17  | 19  |     |
| 42 | Jonathan Palmer        |     |     |     |     |     |     |     |     |     |     |     |     |     | 25  |     |
| Nº | Pilota                 | BRA | USW | FRA | SMR | MON | BEL | USE | CAN | GBR | GER | AUT | NED | ITA | EUR | ZAF |

## Classifiche

### Classifica Piloti
I punti erano attribuiti con il seguente metodo: 9 al primo classificato, 6 al secondo, 4 al terzo, 3 al quarto, 2 al quinto e 1 al sesto. Per l'assegnazione del Campionato erano validi gli 11 migliori risultati.
| Pos. | Pilota                 |     |     |     |     |     |     |     |     |     |     |     |     |     |     |     | Punti |
| ---- | ---------------------- | --- | --- | --- | --- | --- | --- | --- | --- | --- | --- | --- | --- | --- | --- | --- | ----- |
| 1    | Nelson Piquet          | 1   | Rit | 2   | Rit | 2   | 4   | 4   | Rit | 2   | 13* | 3   | Rit | 1   | 1   | 3   | 59    |
| 2    | Alain Prost            | 7   | 11  | 1   | 2   | 3   | 1   | 8   | 5   | 1   | 4   | 1   | Rit | Rit | 2   | Rit | 57    |
| 3    | René Arnoux            | 10  | 3   | 7   | 3   | Rit | Rit | Rit | 1   | 5   | 1   | 2   | 1   | 2   | 9   | Rit | 49    |
| 4    | Patrick Tambay         | 5   | Rit | 4   | 1   | 4   | 2   | Rit | 3   | 3   | Rit | Rit | 2   | 4   | Rit | Rit | 40    |
| 5    | Keke Rosberg           | SQ  | Rit | 5   | 4   | 1   | 5   | 2   | 4   | 11  | 10  | 8   | Rit | 11  | Rit | 5   | 27    |
| 6    | John Watson            | Rit | 1   | Rit | 5   | NQ  | Rit | 3   | 6   | 9   | 5   | 9   | 3   | Rit | Rit | SQ  | 22    |
| 7    | Eddie Cheever          | Rit | 13* | 3   | Rit | Rit | 3   | Rit | 2   | Rit | Rit | 4   | Rit | 3   | 10  | 6   | 22    |
| 8    | Andrea De Cesaris      | ES  | Rit | 12  | Rit | Rit | Rit | Rit | Rit | 8   | 2   | Rit | Rit | Rit | 4   | 2   | 15    |
| 9    | Riccardo Patrese       | Rit | 10* | Rit | Rit | Rit | Rit | Rit | Rit | Rit | 3   | Rit | 9   | Rit | 7   | 1   | 13    |
| 10   | Niki Lauda             | 3   | 2   | Rit | Rit | NQ  | Rit | 13* | Rit | 6   | SQ  | 6   | Rit | Rit | Rit | 11* | 12    |
| 11   | Jacques Laffite        | 4   | 4   | 6   | 7   | Rit | 6   | 5   | Rit | 12  | 6   | Rit | Rit | NQ  | NQ  | Rit | 11    |
| 12   | Michele Alboreto       | Rit | 9   | 8   | Rit | Rit | 14  | 1   | 8   | 13  | Rit | Rit | 6   | Rit | Rit | Rit | 10    |
| 13   | Nigel Mansell          | 12  | 12  | Rit | 12* | Rit | Rit | 6   | Rit | 4   | Rit | 5   | Rit | 8   | 3   | NC  | 10    |
| 14   | Derek Warwick          | 8   | Rit | Rit | Rit | Rit | 7   | Rit | Rit | Rit | Rit | Rit | 4   | 6   | 5   | 4   | 9     |
| 15   | Marc Surer             | 6   | 5   | 10  | 6   | Rit | 11  | 11  | Rit | 17  | 7   | Rit | 8   | 10  | Rit | 8   | 4     |
| 16   | Mauro Baldi            | Rit | Rit | Rit | 10* | 6   | Rit | 12  | 10  | 7   | Rit | Rit | 5   | Rit | Rit | Rit | 3     |
| 17   | Danny Sullivan         | 11  | 8   | Rit | Rit | 5   | 12  | Rit | SQ  | 14  | 12  | Rit | Rit | Rit | Rit | 7   | 2     |
| 18   | Elio De Angelis        | SQ  | Rit | Rit | Rit | Rit | 9   | Rit | Rit | Rit | Rit | Rit | Rit | 5   | Rit | Rit | 2     |
| 19   | Bruno Giacomelli       | Rit | Rit | 13* | Rit | NQ  | 8   | 9   | Rit | Rit | Rit | Rit | 13* | 7   | 6   | Rit | 1     |
| 20   | Johnny Cecotto         | 13  | 6   | 11  | Rit | NPQ | 10  | Rit | Rit | NQ  | 11  | NQ  | NQ  | 12  |     |     | 1     |
| -    | Thierry Boutsen        |     |     |     |     |     | Rit | 7   | 7   | 15  | 9   | 13  | 14* | Rit | 11  | 9   | 0     |
| -    | Jean-Pierre Jarier     | Rit | Rit | 9   | Rit | Rit | Rit | Rit | Rit | 10  | 8   | 7   | Rit | 9   | Rit | 10  | 0     |
| -    | Chico Serra            | 9   |     | Rit | 8   | 7   |     |     |     |     |     |     |     |     |     |     | 0     |
| -    | Raul Boesel            | Rit | 7   | Rit | 9   | Rit | 13  | 10  | Rit | Rit | Rit | NQ  | 10  | NQ  | 15  | NC  | 0     |
| -    | Stefan Johansson       |     |     |     |     |     |     |     |     | Rit | Rit | 12  | 7   | Rit | 14  |     | 0     |
| -    | Manfred Winkelhock     | 15  | Rit | Rit | 11  | Rit | Rit | Rit | 9   | Rit | NQ  | Rit | Rit | Rit | 8   | Rit | 0     |
| -    | Corrado Fabi           | Rit | NQ  | Rit | Rit | NQ  | Rit | Rit | Rit | NQ  | NQ  | 10  | 11* | Rit | NQ  | Rit | 0     |
| -    | Piercarlo Ghinzani     | NQ  | NQ  | NQ  | NQ  | NQ  | NQ  | Rit | NQ  | Rit | Rit | 11  | NQ  | Rit | Rit | Rit | 0     |
| -    | Roberto Guerrero       | NC  | Rit | Rit | Rit | NPQ | Rit | NC  | Rit | 16  | Rit | Rit | 12  | 13  | 12  |     | 0     |
| -    | Kenny Acheson          |     |     |     |     |     |     |     |     | NQ  | NQ  | NQ  | NQ  | NQ  | NQ  | 12  | 0     |
| -    | Jonathan Palmer        |     |     |     |     |     |     |     |     |     |     |     |     |     | 13  |     | 0     |
| -    | Eliseo Salazar         | 14  | Rit | NQ  | NQ  | NQ  | NQ  |     |     |     |     |     |     |     |     |     | 0     |
| -    | Alan Jones             |     | Rit |     |     |     |     |     |     |     |     |     |     |     |     |     | 0     |
| -    | Jean-Louis Schlesser   |     |     | NQ  | NA  |     |     |     |     |     |     | NA  |     |     |     |     | 0     |
| -    | Jacques Villeneuve Sr. |     |     |     |     |     |     |     | NQ  |     |     |     |     |     |     |     | 0     |
| -    | Stefan Bellof          |     |     |     |     |     |     |     |     | NA  | NA  |     |     |     | NA  |     | 0     |
| -    | Jo Gartner             |     |     |     |     |     |     |     |     |     |     | NA  |     |     |     |     | 0     |
| Pos. | Pilota                 |     |     |     |     |     |     |     |     |     |     |     |     |     |     |     | Punti |

| Legenda | 1º posto     | 2º posto | 3º posto    | A punti         | Senza punti/Non class.  | Grassetto – Pole position Corsivo – Giro più veloce |
| Legenda | Squalificato | Ritirato | Non partito | Non qualificato | Solo prove/Terzo pilota | Grassetto – Pole position Corsivo – Giro più veloce |

* Indica quei piloti che non hanno terminato la gara ma sono ugualmente classificati avendo coperto, come previsto dal regolamento, almeno il 90% della distanza totale.

### Classifica Costruttori
Vengono sommati i punti delle prime due vetture al traguardo. I piazzamenti ottenuti dallo stesso costruttore con motori diversi sono conteggiati separatamente. Non vi sono scarti.
| Pos. | Costruttore             | Pilota            | BRA | USW | FRA | SMR | MON | BEL | USE | CAN | GBR | GER | AUT | HOL | ITA | EUR | SAF | Punti |
| ---- | ----------------------- | ----------------- | --- | --- | --- | --- | --- | --- | --- | --- | --- | --- | --- | --- | --- | --- | --- | ----- |
| 1    | Ferrari                 | Tambay            | 5   | Rit | 4   | 1   | 4   | 2   | Rit | 3   | 3   | Rit | Rit | 2   | 4   | Rit | Rit | 89    |
| 1    | Ferrari                 | Arnoux            | 10  | 3   | 7   | 3   | Rit | Rit | Rit | 1   | 5   | 1   | 2   | 1   | 2   | 9   | Rit | 89    |
| 2    | Renault                 | Prost             | 7   | 11  | 1   | 2   | 3   | 1   | 8   | 5   | 1   | 4   | 1   | Rit | Rit | 2   | Rit | 79    |
| 2    | Renault                 | Cheever           | Rit | 13  | 3   | Rit | Rit | 3   | Rit | 2   | Rit | Rit | 4   | Rit | 3   | 10  | 6   | 79    |
| 3    | Brabham-BMW             | Piquet            | 1   | Rit | 2   | Rit | 2   | 4   | 4   | Rit | 2   | 13  | 3   | Rit | 1   | 1   | 3   | 72    |
| 3    | Brabham-BMW             | Patrese           | Rit | 10  | Rit | Rit | Rit | Rit | Rit | Rit | Rit | 3   | Rit | 9   | Rit | 7   | 1   | 72    |
| 4    | Williams-Ford Cosworth  | Rosberg           | SQ  | Rit | 5   | 4   | 1   | 5   | 2   | 4   | 11  | 10  | 8   | Rit | 11  | Rit |     | 36    |
| 4    | Williams-Ford Cosworth  | Laffite           | 4   | 4   | 6   | 7   | Rit | 6   | 5   | Rit | 12  | 6   | Rit | Rit | NQ  | NQ  |     | 36    |
| 4    | Williams-Ford Cosworth  | Palmer            |     |     |     |     |     |     |     |     |     |     |     |     |     | 13  |     | 36    |
| 5    | McLaren-Ford Cosworth   | Watson            | Rit | 1   | Rit | 5   | NQ  | Rit | 3   | 6   | 9   | 5   | 9   | 3   |     |     |     | 34    |
| 5    | McLaren-Ford Cosworth   | Lauda             | 3   | 2   | Rit | Rit | NQ  | Rit | Rit | Rit | 6   | SQ  | 6   |     |     |     |     | 34    |
| 6    | Alfa Romeo              | De Cesaris        | ES  | Rit | 12  | Rit | Rit | Rit | Rit | Rit | 8   | 2   | Rit | Rit | Rit | 4   | 2   | 18    |
| 6    | Alfa Romeo              | Baldi             | Rit | Rit | Rit | 10  | 6   | Rit | 12  | 10  | 7   | Rit | Rit | 5   | Rit | Rit | Rit | 18    |
| 7    | Tyrrell-Ford Cosworth   | Alboreto          | Rit | 9   | 8   | Rit | Rit | 14  | 1   | 8   | 13  | Rit | Rit | 6   | Rit | Rit | Rit | 12    |
| 7    | Tyrrell-Ford Cosworth   | Sullivan          | 11  | 8   | Rit | Rit | 5   | 12  | Rit | SQ  | 14  | 12  | Rit | Rit | Rit | Rit | 7   | 12    |
| 8    | Lotus-Renault           | De Angelis        |     | Rit | Rit | Rit | Rit | 9   | Rit | Rit | Rit | Rit | Rit | Rit | 5   | Rit | Rit | 11    |
| 8    | Lotus-Renault           | Mansell           |     |     |     |     |     |     |     |     | 4   | Rit | 5   | Rit | 8   | 3   | NC  | 11    |
| 9    | Toleman-Hart            | Warwick           | 8   | Rit | Rit | Rit | Rit | 7   | Rit | Rit | Rit | Rit | Rit | 4   | 6   | 5   | 4   | 10    |
| 9    | Toleman-Hart            | Giacomelli        | Rit | Rit | 13  | Rit | NQ  | 8   | 9   | Rit | Rit | Rit | Rit | 13  | 7   | 6   | Rit | 10    |
| 10   | Arrows-Ford Cosworth    | Surer             | 6   | 5   | 10  | 6   | Rit | 11  | 11  | Rit | 17  | 7   | Rit | 8   | 10  | Rit | 8   | 4     |
| 10   | Arrows-Ford Cosworth    | Serra             | 9   |     | Rit | 8   | 7   |     |     |     |     |     |     |     |     |     |     | 4     |
| 10   | Arrows-Ford Cosworth    | Jones             |     | Rit |     |     |     |     |     |     |     |     |     |     |     |     |     | 4     |
| 10   | Arrows-Ford Cosworth    | Boutsen           |     |     |     |     |     | Rit | 7   | 7   | 15  | 9   | 13  | 14  | Rit | 11  | 9   | 4     |
| 11   | Williams-Honda          | Rosberg           |     |     |     |     |     |     |     |     |     |     |     |     |     |     | 5   | 2     |
| 11   | Williams-Honda          | Laffite           |     |     |     |     |     |     |     |     |     |     |     |     |     |     | Rit | 2     |
| 12   | Theodore-Ford Cosworth  | Guerrero          | NC  | Rit | Rit | Rit | NPQ | Ret | NC  | Rit | 16  | Rit | Rit | 12  | 13  | 12  |     | 1     |
| 12   | Theodore-Ford Cosworth  | Cecotto           | 13  | 6   | 11  | Rit | NPQ | 10  | Rit | Rit | NQ  | 11  | NQ  | NQ  | 12  |     |     | 1     |
| =    | Lotus-Ford Cosworth     | De Angelis        | SQ  |     |     |     |     |     |     |     |     |     |     |     |     |     |     | 1     |
| =    | Lotus-Ford Cosworth     | Mansell           | 12  | 12  | Rit | 12  | Rit | Rit | 6   | Rit |     |     |     |     |     |     |     | 1     |
| —    | Ligier-Ford Cosworth    | Jarier            | Rit | Rit | 9   | Rit | Rit | Rit | Rit | Rit | 10  | 8   | 7   | Rit | 9   | Rit | 10  | 0     |
| —    | Ligier-Ford Cosworth    | Boesel            | Rit | 7   | Rit | 9   | Rit | 13  | 10  | Rit | Rit | Rit | NQ  | 10  | NQ  | 15  | NC  | 0     |
| —    | Spirit-Honda            | Johansson         |     |     |     |     |     |     |     |     | Rit | Rit | 12  | 7   | Rit | 14  |     | 0     |
| —    | ATS-BMW                 | M. Winkelhock     | 15  | Rit | Rit | 11  | Rit | Rit | Rit | 9   | Rit | NQ  | Rit | SQ  | Rit | 8   | Rit | 0     |
| —    | ATS-BMW                 | Bellof            |     |     |     |     |     |     |     |     | NA  | NA  |     |     |     | NA  |     | 0     |
| —    | ATS-BMW                 | Gartner           |     |     |     |     |     |     |     |     |     |     | NA  |     |     |     |     | 0     |
| —    | Osella-Alfa Romeo       | C. Fabi           |     |     |     |     |     |     |     |     | NQ  | NQ  | 10  | 11  | Rit | NQ  | Rit | 0     |
| —    | Osella-Alfa Romeo       | Ghinzani          |     |     |     | NQ  | NQ  | NQ  | Rit | NQ  | Rit | Rit | 11  | NQ  | Rit | Rit | Rit | 0     |
| —    | McLaren-TAG Porsche     | Watson            |     |     |     |     |     |     |     |     |     |     |     |     | Rit | Rit | SQ  | 0     |
| —    | McLaren-TAG Porsche     | Lauda             |     |     |     |     |     |     |     |     |     |     |     | Rit | Rit | Rit | 11  | 0     |
| —    | RAM March-Ford Cosworth | Salazar           | 14  | Rit | NQ  | NQ  | NQ  | NQ  |     |     |     |     |     |     |     |     |     | 0     |
| —    | RAM March-Ford Cosworth | J. Villeneuve Sr. |     |     |     |     |     |     |     | NQ  |     |     |     |     |     |     |     | 0     |
| —    | RAM March-Ford Cosworth | Acheson           |     |     |     |     |     |     |     |     | NQ  | NQ  | NQ  | NQ  | NQ  | NQ  | 12  | 0     |
| —    | RAM March-Ford Cosworth | Schlesser         |     |     | NQ  | NA  |     |     |     |     |     | NA  |     |     |     |     |     | 0     |
| —    | Osella-Ford Cosworth    | C. Fabi           | Rit | NQ  | Rit | Rit | NQ  | Rit | NQ  | Rit |     |     |     |     |     |     |     | 0     |
| —    | Osella-Ford Cosworth    | Ghinzani          | NQ  | NQ  | NQ  | NQ  | NQ  | NQ  | Rit | NQ  |     |     |     |     |     |     |     | 0     |
| Pos. | Costruttore             | Pilota            | BRA | USW | FRA | SMR | MON | BEL | USE | CAN | GBR | GER | AUT | HOL | ITA | EUR | SAF | Punti |

## Gara non valida per il Mondiale
In stagione venne disputata l'ultima gara di F1, non valida quale prova del campionato del mondo. Si trattò della Race of Champions, disputata sul Circuito di Brands Hatch. Il tracciato britannico ospitò, sempre in stagione, anche il Gran Premio d'Europa. Nel 1983 venne prevista anche il Campionato britannico di Formula 1, su cinque gare, ma dopo la gara inaugurale, tenuta il 1º aprile a Oulton Park e vinta da Mike Wilds su Williams FW07, il campionato verrà cancellato, per la mancanza di partecipanti.
| Rnd | Gran Premio       | Data      | Circuito     | Pole Position | GPV         | Vincitore    | Costruttore            | Resoconto |
| --- | ----------------- | --------- | ------------ | ------------- | ----------- | ------------ | ---------------------- | --------- |
| 1   | Race of Champions | 10 aprile | Brands Hatch | Keke Rosberg  | René Arnoux | Keke Rosberg | Williams-Ford Cosworth | Resoconto |